# Traversetolo
Traversetolo (Travarsèddol in dialetto parmigiano) è un comune italiano di 9 670 abitanti della provincia di Parma. Fa parte dell'Unione Pedemontana Parmense.

## Geografia fisica

### Territorio
Il territorio comunale di Traversetolo è collocato in posizione pianeggiante e collinare, nella zona compresa tra i torrenti Parma a ovest ed Enza a est, che segna il confine con la provincia di Reggio Emilia; è inoltre attraversato dai due rami del torrente Termina, che, provenienti rispettivamente da Castione de' Baratti e da Torre, si uniscono a monte del capoluogo; è infine bagnato dal torrente Masdone, dal canale di Guardasone e dal canale Maggiore. Mentre nella pianura a nord predominano le zone coltivate a cereali, frumento e ortaggi, sui rilievi a sud si alternano prevalentemente i vigneti alle zone boscose, ove predominano i querceti. Diffusi nei terreni scoscesi argillosi e sabbiosi sono anche i calanchi, coperti da rade vegetazioni e arbusteti.
Il capoluogo, attraversato da est a ovest dalla strada Pedemontana, sorge sulla riva sinistra del torrente Masdone e sulla destra del torrente Termina, al margine tra gli ultimi lembi pianeggianti e le prime colline dell'Appennino parmense.

#### Barboj
A poca distanza dal borgo di Torre si trovano i piccoli vulcanelli di fango conosciuti come barboj, in riferimento ai borbottii che accompagnano l'emissione di gas metaniferi dal sottosuolo; queste manifestazioni geologiche, considerate le più importanti dell'Emilia occidentale, si estendono anche nella vicina località di Rivalta di Lesignano de' Bagni; le salse sono caratterizzate dalla fuoriuscita dalle pozze sorgentifere di acque melmose salate, utilizzate fino al XIX secolo a scopo curativo, che confluiscono nel piccolo rio dei Barboj, affluente del torrente Termina.

### Clima
Il clima di Traversetolo è tipicamente continentale, con estati calde ed afose ed inverni rigidi con temperature minime spesso al di sotto dello zero. La media annuale è pari a 12,3 °C, con estremi di 42,6 °C in luglio e 1,7 °C in gennaio. Per quanto riguarda la piovosità, la media annuale è pari a 862 mm, con estremi di 44 mm in luglio e 102 mm in novembre.

## Origini del nome
Il toponimo deriva probabilmente da traversa o traversus, dal latino transversus, col significato di "obliquo", in riferimento forse alla posizione geografica del luogo, posto di traverso rispetto al sole.
Taluno sostiene invece che il nome abbia origine dal latino transducere, ossia "attraversare", in riferimento al fatto che i primi nuclei abitati sorsero probabilmente sulle colline circostanti, nella zona delle odierne frazioni di Cevola e Guardasone, raggiungibili pertanto attraversando gli acquitrini a fondovalle adiacenti al letto del torrente Masdone, ove fu fondato in epoca romana il primo villaggio.

## Storia

### Origini
La presenza dell'uomo nel territorio di Traversetolo è testimoniata fin dal Paleolitico, epoca alla quale risalgono numerosi manufatti rinvenuti in varie località dei dintorni.
Durante il Neolitico, all'incirca tra il 4800 e il 4700 a.C., fu fondato il più antico insediamento umano conosciuto della zona, scoperto nel marzo del 2017 in località Torrazzo alle porte del centro di Traversetolo: durante gli scavi per la realizzazione di un supermercato, furono portate alla luce 32 strutture e 4 tombe, contenenti anche alcuni oggetti.
All'età del bronzo risalgono invece le tracce di due terramare rinvenute nel 1863 da Luigi Pigorini nelle località di Cevola e il Monte.
In epoca romana sorsero alcuni insediamenti nei dintorni del capoluogo, a Cevola, Case Cavalli e La Costa.

### Medioevo
Il borgo di Traversetolo fu fondato in epoca alto-medievale; risale al 18 marzo 991 il più antico documento che testimoni l'esistenza della località di Traversitulo, menzionata in una pergamena redatta a Pavia relativa alla vendita di alcuni terreni da parte di Prangarda, figlia del marchese Adalberto Atto di Canossa e moglie del marchese Maginfredo, al diacono della pieve di Borgo San Donnino. L'originaria pieve romanica, nominata per la prima volta nel 1005, fu invece costruita forse già nell'VIII secolo.
Il piccolo villaggio, sviluppato intorno all'importante luogo di culto, viveva all'epoca all'ombra del vicino castello di Guardasone appartenente al ramo Baratti dei conti di Canossa, edificato a presidio del guado sul torrente Enza forse già nel X secolo, anche se la prima testimonianza della sua esistenza risale al 1165.
Il territorio di Traversetolo fu interessato nel 1248 dagli scontri tra il Comune di Parma e l'imperatore del Sacro Romano Impero Federico II di Svevia: durante la battaglia di Parma, il castello di Guardasone fu occupato dalle truppe imperiali guidate da Enzo di Sardegna e riconquistato dai guelfi parmigiani capitanati da Rolando Rossi. Il maniero fu poi occupato nel 1296 dai ghibellini appoggiati dal marchese di Ferrara Azzo VIII d'Este, che lo distrusse dopo la riconquista da parte dei guelfi.
Nel 1316 Giberto III da Correggio, dopo essere stato cacciato da Parma, prese possesso del ricostruito castello. Nel 1334 i reggenti della città, all'epoca ghibellini, dichiararono guerra ai Da Correggio e inviarono le truppe, capitanate da Marsilio de' Rossi, a distruggere il borgo di Traversetolo e depredare il maniero di Guardasone. Nel 1341 Azzo da Correggio, figlio di Giberto, fortificò notevolmente il castello, che fu nuovamente attaccato nel 1346 dal marchese Francesco d'Este e nel 1391 dalle truppe bolognesi e fiorentine, alleate contro il signore di Milano Gian Galeazzo Visconti.
Alla morte nel 1402 di Giberto da Correggio, figlio di Azzo, le sue numerose terre furono incamerate dal duca di Milano Gian Galeazzo, che le assegnò in gran parte a Ottobuono de' Terzi. Negli anni seguenti il territorio fu sconvolto dagli scontri tra i Terzi e i Rossi, che depredarono il borgo e il maniero di Guardasone nel 1403.
Nel 1409, dopo l'uccisione a tradimento di Ottobuono per mano di Muzio Attendolo Sforza, il fratello Giacomo fece rifugiare per sicurezza la vedova di Ottobuono e i figli nel castello, ove inviò 300 cavalieri guidati da Giovanni Malvicino; le truppe furono però intercettate a Traversetolo dal marchese di Ferrara Niccolò III d'Este e sconfitte dopo un'aspra battaglia. Il maniero fu assediato dagli abitanti di Cazzola, Sivizzano e Rivalta, che furono respinti dal castellano, ma dopo alcuni mesi fu attaccato nuovamente da parte delle truppe estensi, guidate da Uguccione dei Contrari, che in tal modo si impossessò del feudo di Guardasone e, nel 1417, di quello di Castione de' Baratti.
Nel 1421, dopo la cessione di Parma in cambio di Reggio Emilia da parte di Niccolò III d'Este a Filippo Maria Visconti, Guardasone, con Traversetolo e Castione de' Baratti, fu incamerato dal Duca di Milano, che nel 1431 lo assegnò al condottiero Niccolò de' Terzi, il Guerriero, figlio di Ottobuono, per ricompensarlo degli aiuti ricevuti.
Nel 1449 Francesco Sforza confermò al Guerriero il possesso di tutti i suoi feudi; ciò nonostante Niccolò, che non sopportava lo Sforza quale signore di Parma, cercò l'appoggio del re di Napoli Alfonso V d'Aragona allo scopo di cacciarlo dalla città; non appena lo seppe, il condottiero Alessandro Sforza, con l'aiuto dei fratelli Giberto VI, Manfredo I e Niccolò II da Correggio, cinse d'assedio la fortezza di Guardasone, i cui occupanti si arresero dopo pochi giorni. La custodia del castello fu quindi affidata inizialmente a Manfredo e Giberto da Correggio e, nel 1452, a Pier Maria II de' Rossi.

### Età moderna
Nel 1466 il duca Galeazzo Maria Sforza assegnò il feudo a Giovanni e Vitaliano II Borromeo.
Nel 1558, il duca di Ferrara Ercole II d'Este, dopo aver conquistato i castelli di San Polo, Canossa e Rossena, assaltò inaspettatamente il possente maniero di Guardasone, mal presidiato, e ne entrò facilmente in possesso; conquistò in breve tempo anche la vicina Guardiola di Montelugolo. Il duca di Parma Ottavio Farnese reagì attaccando a colpi di bombarda dapprima la torre di Montelugolo, distruggendola quasi completamente; spostò poi il tiro sul castello, in cui si era rifugiato tutto il presidio ferrarese guidato dal conte Alessandro Rangoni; nella notte gli occupanti scapparono di soppiatto durante i cannoneggiamenti, che rasero al suolo la maggior parte della fortezza e del borgo adiacente.
Da quel momento Guardasone perse la centralità fino ad allora mantenuta, a vantaggio della vicina Traversetolo, già dal 1449 sede di mercato settimanale per concessione da parte di Alessandro Sforza; nel paese gli scambi commerciali aumentarono notevolmente, favorendo l'apertura di nuove osterie e locande per i viaggiatori.
Il territorio fu funestato dalla peste del 1630, che decimò la popolazione; particolarmente colpita fu la località di Torre, ove morì il 73% degli abitanti.
Nel 1652 il conte Renato II Borromeo sposò Giulia Arese, figlia del conte Bartolomeo III, ed ereditò metà del patrimonio del suocero; aggiunse al proprio anche il cognome della moglie, dando origine alla casata dei Borromeo Arese. La famiglia mantenne i diritti sulla zona fino alla loro abolizione sancita da Napoleone nel 1805 nell'ex ducato di Parma e Piacenza.

### Età contemporanea
Nel 1806 Traversetolo divenne sede di comune (o mairie), comprendente anche le vicine località di Guardasone, Vignale, Bannone, Sivizzano e Mamiano.
Nel 1861 il centro abitato fu elevato a capoluogo di mandamento.
Nel 1894 il paese fu raggiunto dalla tranvia Parma-Traversetolo, attiva fino al 1940.
L'importanza del mercato settimanale di generi vari, localizzato inizialmente nella piazza a nord del municipio, favorì notevolmente l'economia del capoluogo; agli inizi del XX secolo gli ambulanti trovarono spazio anche nella nuova piazza Guglielmo Marconi, mentre per il mercato di legnami fu tracciata, sul luogo del frutteto della corte Pavesi-Paolotti, la piazza del Mercato e della Legna, ribattezzata nel 1922 piazza Fanfulla da Guardasone.
Nel corso della seconda guerra mondiale, tra il 1941 e il 1943, Traversetolo fu uno dei comuni della provincia di Parma adibiti a località di internamento libero per ebrei stranieri. Vi soggiornarono a domicilio coatto 14 profughi, provenienti dai Balcani. Nel settembre 1943, con l'occupazione tedesca e la Repubblica Sociale Italiana, gli ebrei internati si dettero alla fuga e si dispersero. Un gruppo di essi fu aiutato dalla popolazione locale a rifugiarsi in Svizzera. Una coppia anziana rimasta in paese fu arrestata a fine novembre 1943 e perirà nei campi di sterminio.  Insieme a loro furono catturati anche altri tre ebrei, giunti a Traversetolo dal vicino campo di internamento di Montechiarugolo, ma essendo di nazionalità inglese furino deportati come ostaggi a Bergen-Belsen dove sopravvissero. Tutti gli altri riuscirono in vario modo ad evitare la cattura e la deportazione.
Al termine della seconda guerra mondiale Traversetolo fu decorata al Valor Militare per la Guerra di Liberazione con la Medaglia di bronzo, in riconoscimento dei sacrifici subiti dalla popolazione del territorio e dell'aiuto fornito nella Resistenza.
Nel 1951, per decreto del presidente della Repubblica, la frazione di Castione de' Baratti fu annessa al comune di Traversetolo.
Il giorno in cui si svolgeva il mercato, inizialmente feriale, fu spostato per decisione municipale alla domenica per favorire l'afflusso dei clienti. Le piazze Vittorio Veneto e Guglielmo Marconi si rivelarono col tempo insufficienti ad accogliere tutte le bancarelle, perciò dopo il 1960 il consiglio comunale deliberò di adibire a sede del mercato settimanale la grande piazza Fanfulla.

### Simboli
Stemma

Stemma comunale

Gonfalone civico

Lo stemma comunale, concesso con regio decreto del 15 gennaio 1925, è caratterizzato da tre fasce verdi su sfondo rosso, riprese dall'antico blasone della famiglia Borromeo (fasciato di sei pezzi di rosso e di verde, alla banda attraversante d'argento), e contiene al centro un castello d'oro che rappresenta il Castello di Guardasone da cui Traversetolo dipese politicamente; lo scudo è cinto inferiormente e superiormente dai simboli degli enti comunali: un serto costituito da un ramo di alloro e uno di quercia e una corona argentea murata di nero.
Gonfalone
Il gonfalone è un drappo di rosso.
Bandiera
Concessa il 21 ottobre del 2004, la bandiera è costituita da un drappo trinciato di rosso e verde, contenente al centro lo stemma comunale.

### Onorificenze
Il Comune di Traversetolo è tra le città decorate al valor militare per la guerra di liberazione, insignito della medaglia di bronzo al valor militare per i sacrifici delle sue popolazioni e per l'attività nella lotta partigiana durante la seconda guerra mondiale:

## Monumenti e luoghi d'interesse

### Architetture religiose

#### Chiesa di San Martino

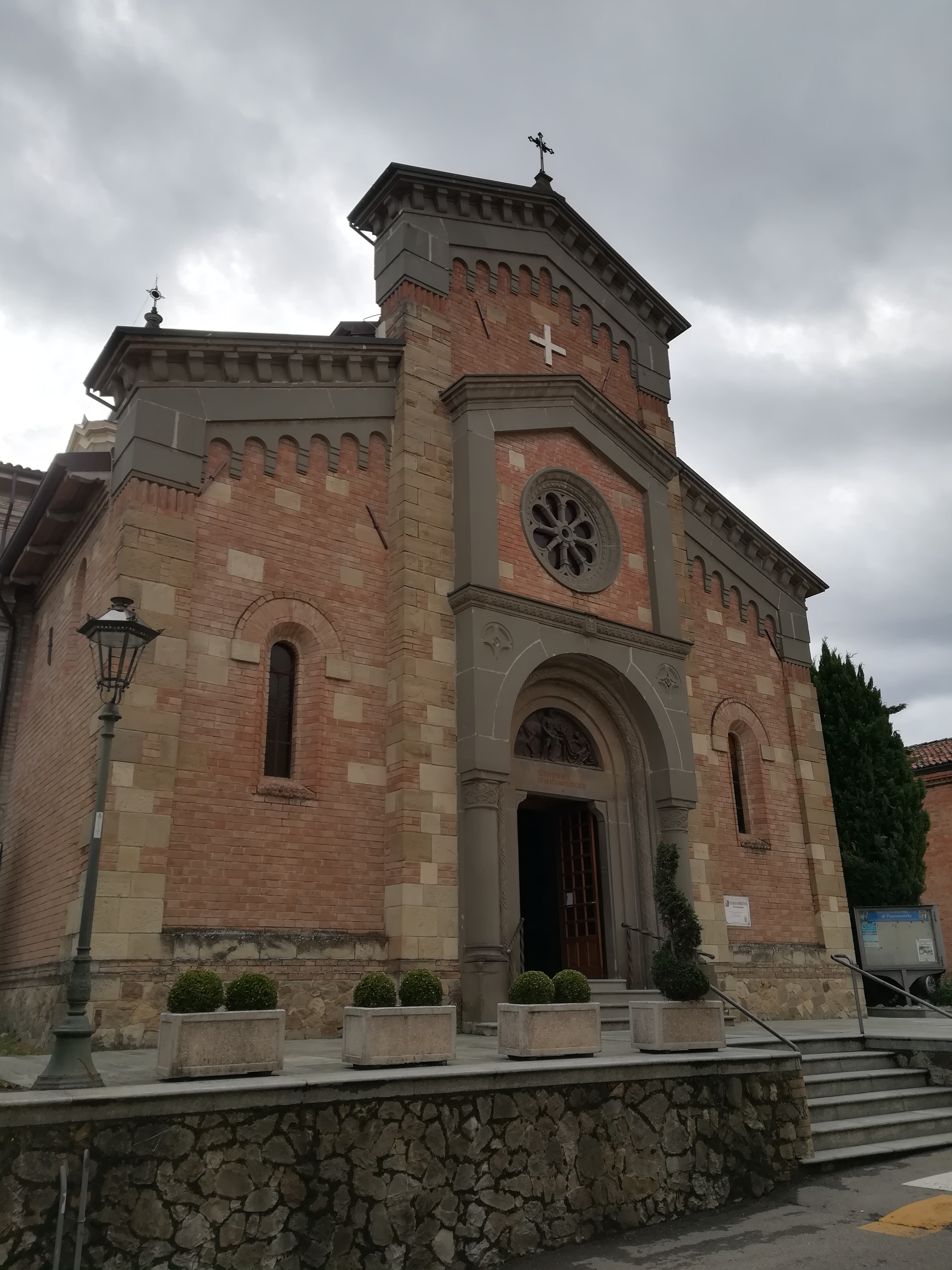
Chiesa di San Martino

Edificata probabilmente nell'VIII secolo in stile romanico, la pieve fu modificata nel 1434 e soprattutto nel 1669; restaurata nel 1832, la chiesa fu quasi completamente abbattuta nel 1928, salvando solo le cappelle laterali e la sagrestia, e ricostruita l'anno seguente in forme neoromaniche su progetto dell'ingegner Alfredo Provinciali; il luogo di culto conserva dell'originario edificio romanico la lunetta dei Leoni del XII secolo, posta sul portale d'ingresso della cappella battesimale, un capitello, un fregio e una mensa d'altare; di pregio risulta anche la cupola della cappella della Beata Vergine Assunta, decorata con affreschi dipinti da Pier Antonio Bernabei intorno al 1610.

#### Collegio di Nostra Signora del Sacro Cuore e oratorio
Costruito quale edificio a uso agricolo, il fabbricato fu acquistato dalle Figlie della Croce nel 1896; completamente ristrutturato e ampliato a più riprese nei decenni seguenti, il collegio divenne la residenza estiva delle orfanelle della Casa madre, nonché la sede di un asilo, della scuola elementare di Traversetolo fino al 1934 e, dal 1920, di una scuola tecnica, trasformata nel 1935 in scuola di avviamento professionale a indirizzo commerciale e nel 1963 in scuola media e istituto tecnico per periti aziendali. Accanto all'edificio sorge l'oratorio di Nostra Signora del Sacro Cuore di Gesù, eretto tra il 1920 e il 1926 in stile neobizantino su progetto dell'architetto Camillo Uccelli e nel frattempo benedetto nel 1922 dal vescovo di Parma Guido Maria Conforti; il luogo di culto, rivestito in laterizi, è caratterizzato dalla presenza nella facciata e nel lato ovest di grandi monofore cieche, trifore e pentafore ad arco a tutto sesto, scandite da colonnine in pietra; all'interno è conservata sull'altare maggiore una statua marmorea raffigurante il Sacro Cuore di Gesù, anticamente collocata nel santuario di Santa Maria Ausiliatrice di Montechiarugolo.

#### Tempietto di San Rocco
Edificato originariamente nel 1664 al bivio della strada della Costa in segno di ringraziamento per la fine della peste del 1630, il tempietto di San Rocco fu restaurato nel 1714 e agli inizi del XIX secolo; abbattuto nel 1935 per consentire l'allargamento della strada, fu ricostruito nel 1951 su disegno di Renato Brozzi al margine sud del centro storico, a fianco della strada provinciale.

#### Oratorio di San Giacomo a Rivarossa

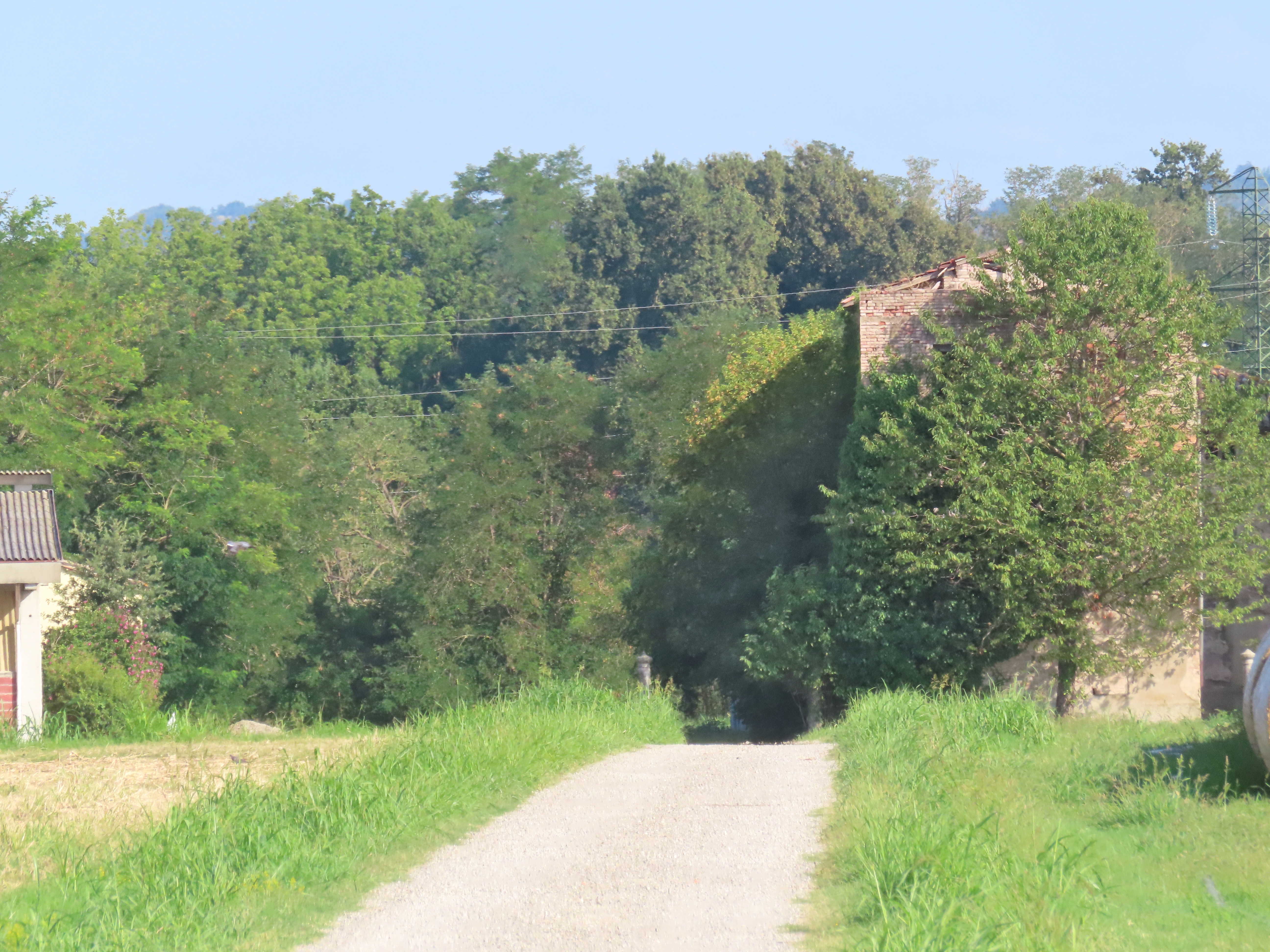
Antico ospedale di San Giacomo a Rivarossa

Costruito insieme a un ospedale per pellegrini in epoca medievale a Rivarossa, nei pressi del guado sul torrente Termina di una delle diramazioni della via Francigena, l'oratorio di San Giacomo fu menzionato per la prima volta nel 1230 tra le dipendenze dell'ospedale di San Giovanni d'Oltremare; appartenente alla famiglia Baratti, alla fine del XIV secolo fu annesso alla commenda di Calerno; ceduto nel 1798 insieme alla vasta tenuta all'ospedale della Misericordia di Parma, dal 1821 cambiò proprietari più volte: Giuseppe Ceresini, Carlo Ferrari, la famiglia Barani, Giuseppe Salsi, Nino Cocconcelli, la famiglia Fani e infine la famiglia Avanzi; l'oratorio, ristrutturato completamente nel 1740, fu sconsacrato intorno al 1900, riconsacrato nel 1928 e restaurato nel 2017. Il semplice luogo di culto si sviluppa su una pianta a navata unica e accoglie l'altare maggiore ligneo barocco.

#### Chiesa di San Lorenzo a Guardasone

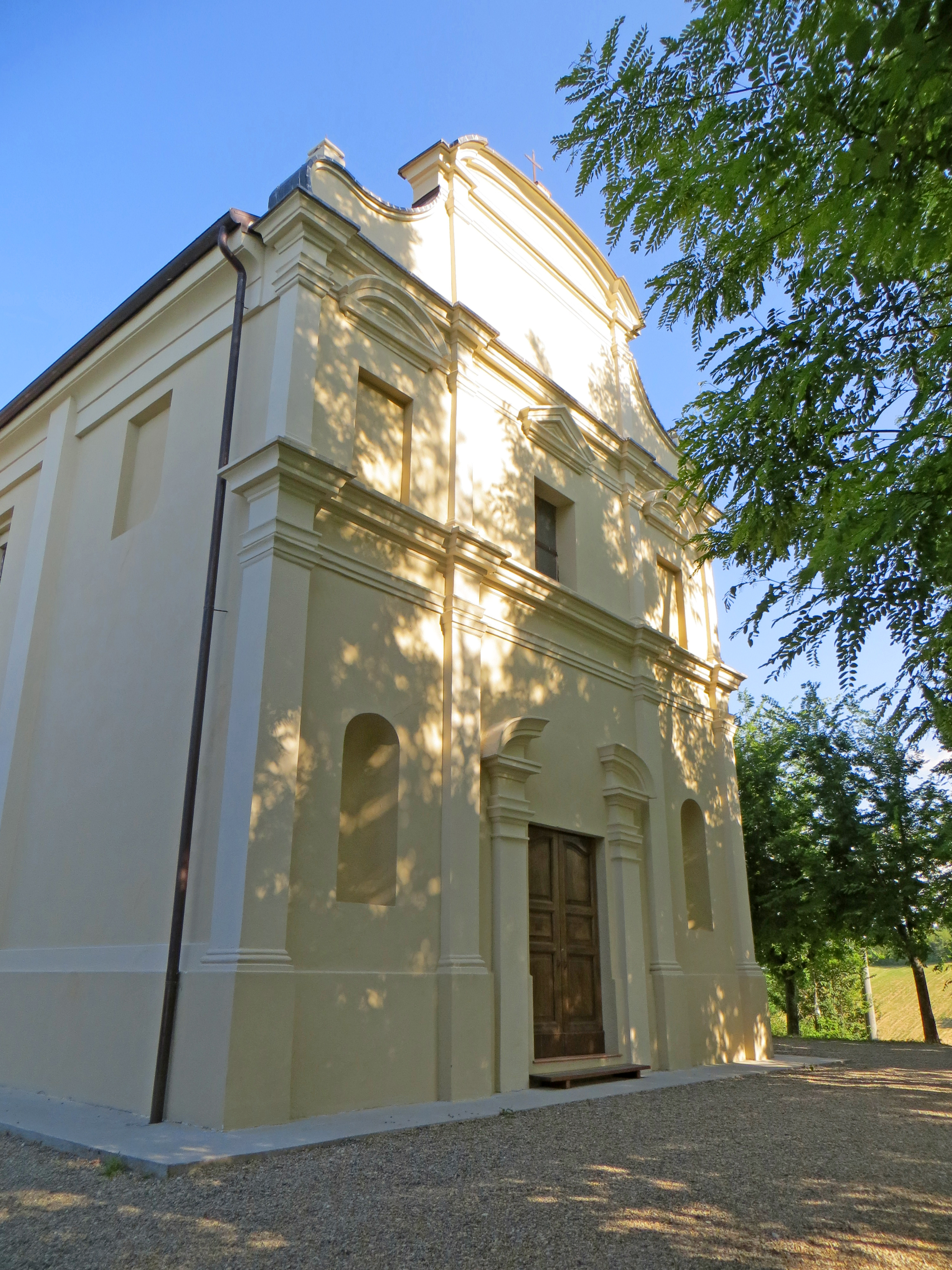
Chiesa di San Lorenzo a Guardasone

Edificata originariamente nei pressi del castello in epoca medievale, la chiesa di Guardasone fu distrutta nel 1558, durante gli scontri tra il duca di Parma Ottavio Farnese e il duca di Ferrara Ercole II d'Este; ricostruita sul monte dell'Oca entro il 1561, si deteriorò già agli inizi del XVII secolo a causa dell'instabilità del terreno di fondazione; quasi completamente riedificata in stile barocco tra il 1684 e il 1698, fu danneggiata da un terremoto nel 1832 e restaurata; lesionata da altri cedimenti del terreno, fu risistemata nel 1934 e decorata negli anni seguenti; profondamente lesionata dal sisma del 1983, fu consolidata tra il 1984 e il 1985, ma, a causa del peso delle strutture aggiunte, il terreno divenne ancora più instabile, tanto da rendere nel 1993 inagibile l'edificio; danneggiato anche dal terremoto del 2008, il tempio, da anni chiuso al culto, fu ristrutturato a partire dal 2015; al suo interno è presente un grande dipinto a olio su muro raffigurante la Madonna degli Automobilisti, realizzato nel 1964 da Proferio Grossi.

#### Chiesa di San Nicolò a Cazzola

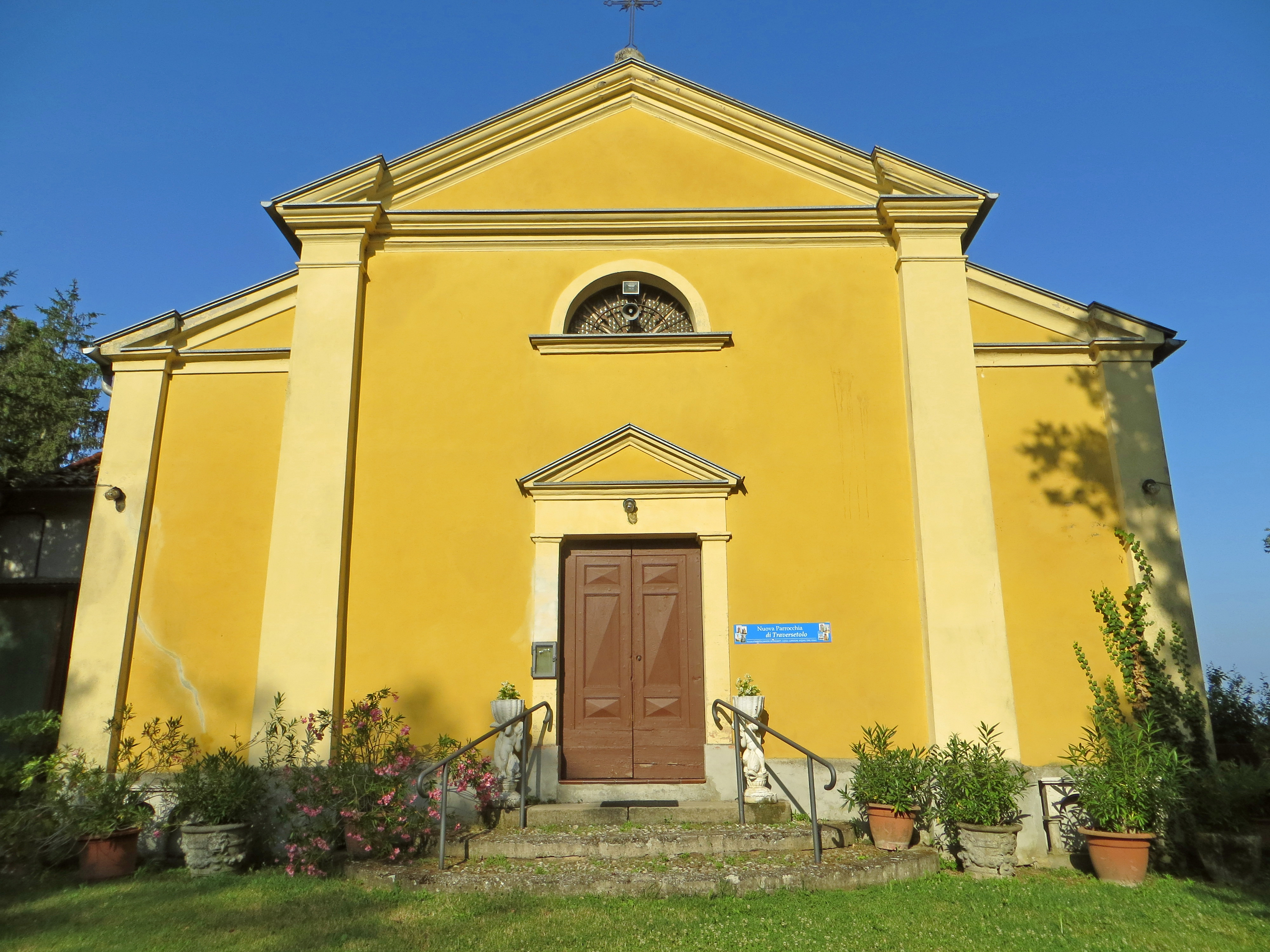
Chiesa di San Nicolò a Cazzola

Menzionata per la prima volta nel 1230, la chiesa romanica di Cazzola fu restaurata e ampliata nel 1628; ristrutturata nella prima metà del XX secolo con la ricostruzione della facciata in stile neoclassico e la realizzazione delle volte a botte di copertura, fu risistemata nel sagrato nella seconda metà del secolo; il luogo di culto conserva dell'originaria struttura medievale la zona absidale in pietra, decorata con una fascia ad archetti pensili.

#### Chiesa di San Biagio a Mamiano

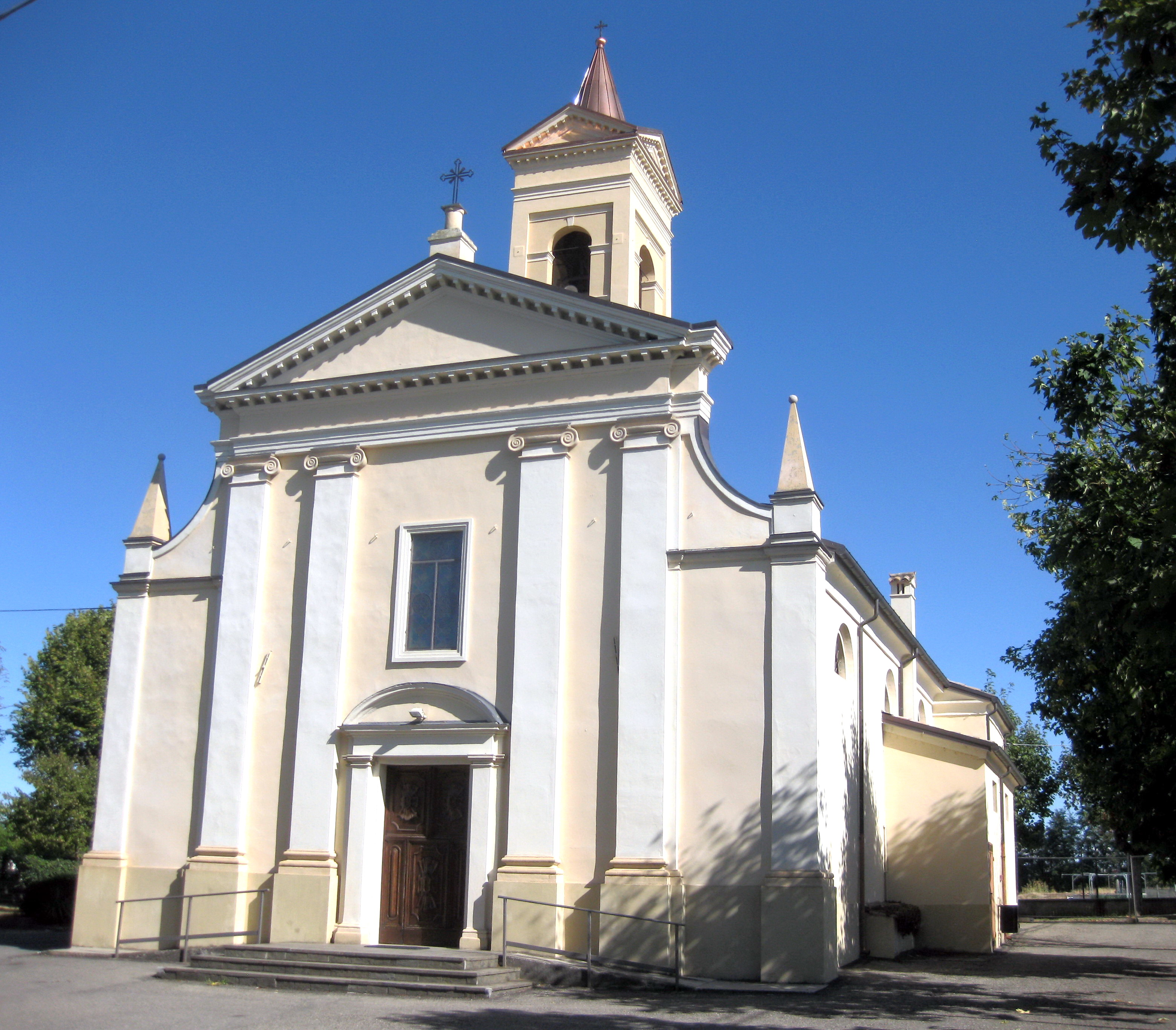
Chiesa di San Biagio a Mamiano

Edificata originariamente nell'XI secolo, la chiesa di Mamiano fu ricostruita in forme barocche tra il 1699 e il 1700 e successivamente modificata in stile neoclassico nel 1832, nel 1900, nel 1938 e soprattutto nel 1961; profondamente danneggiata dal terremoto del 23 dicembre del 2008, fu riaperta al culto alla fine del 2011, al termine dei lavori di ristrutturazione.

#### Chiesa della Purificazione di Maria Vergine a Bannone

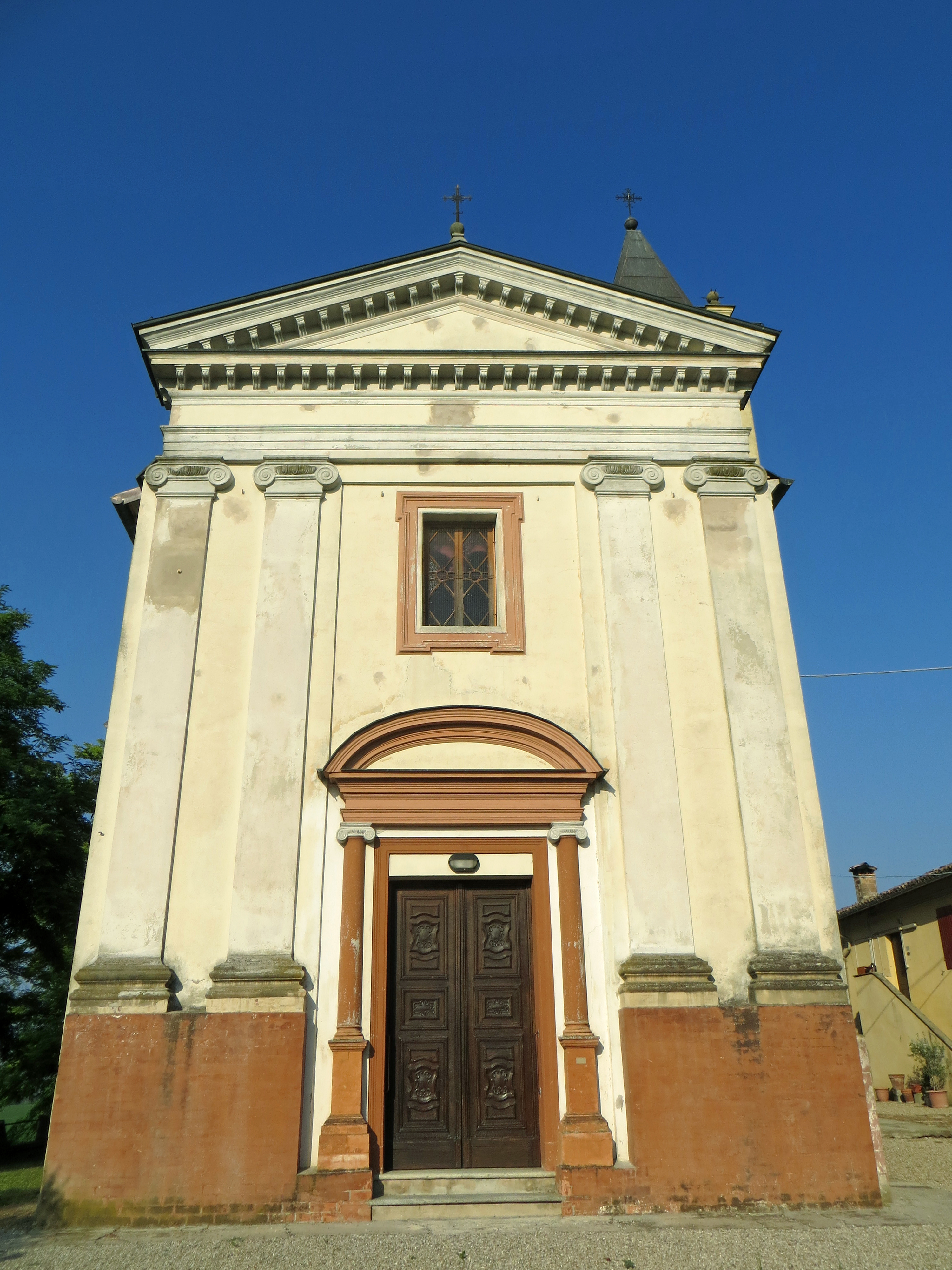
Chiesa della Purificazione di Maria Vergine a Bannone

Edificata originariamente forse già nell'XI secolo dai monaci benedettini dell'abbazia di Linari, la chiesa di Bannone fu menzionata per la prima volta nel 1207; assoggettata verso il 1354 alla pieve di Traversetolo, fu completamente ricostruita a partire dal 1705 e decorata internamente nei decenni seguenti; arricchita con la nuova facciata neoclassica nel 1787, fu completata con il campanile nel 1910; danneggiata dal terremoto del 2008, fu negli anni successivi consolidata strutturalmente e restaurata internamente; l'edificio conserva sul portale d'ingresso laterale una lunetta romanica decorata con un altorilievo; all'interno ospita inoltre alcuni dipinti seicenteschi e settecenteschi di pregio.

#### Chiesa dei Santi Silvestro e Donnino a Castione de' Baratti

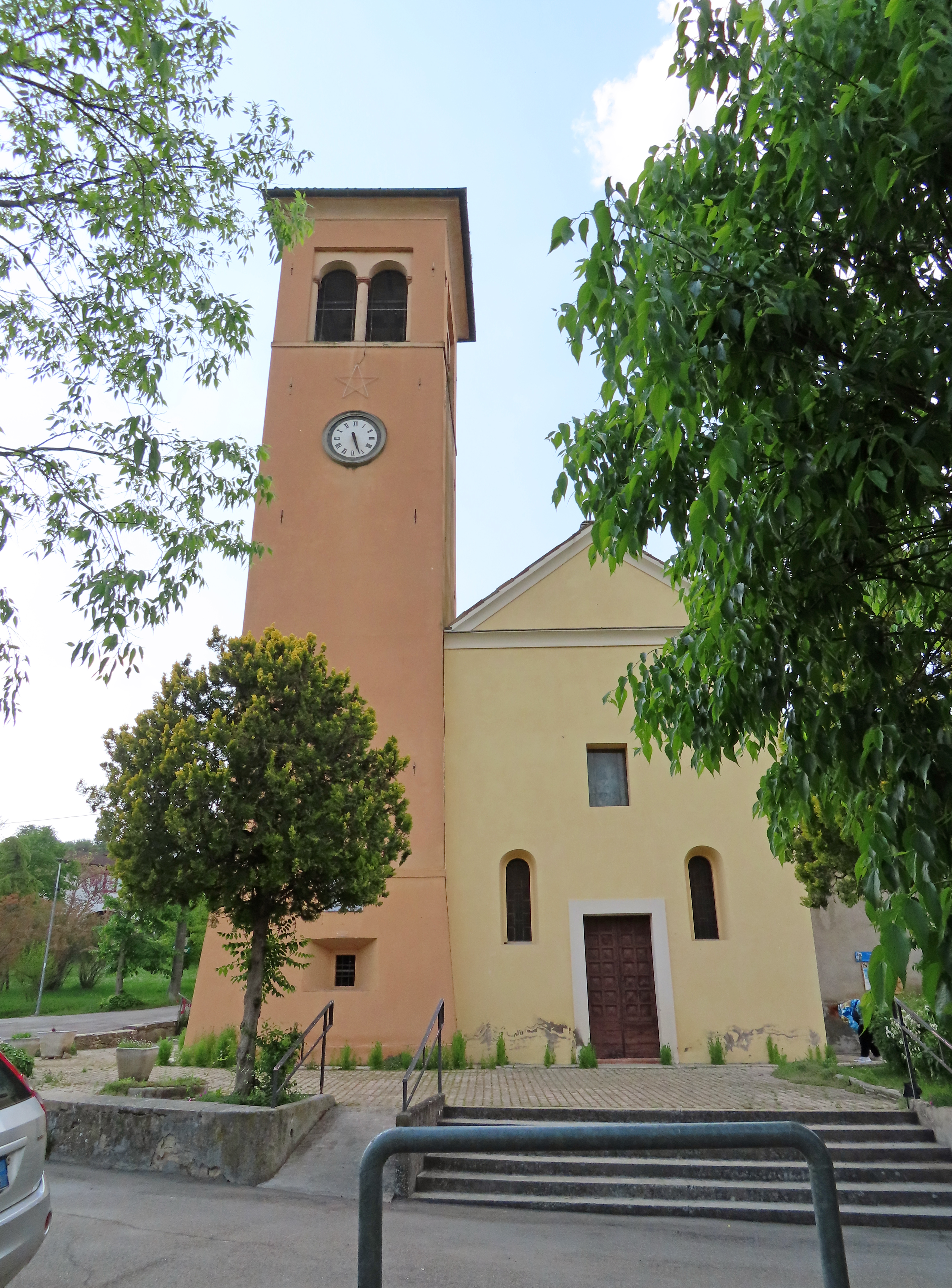
Chiesa dei Santi Silvestro e Donnino a Castione de' Baratti

Edificata verso la metà del XV secolo, la chiesa rinascimentale di Castione de' Baratti fu modificata nel XVII; ampliata e decorata nel 1943, fu restaurata e consolidata strutturalmente tra il 2009 e il 2010; l'edificio conserva al suo interno alcuni dipinti di pregio.

#### Chiesa dell'Assunzione di Maria Vergine a Vignale

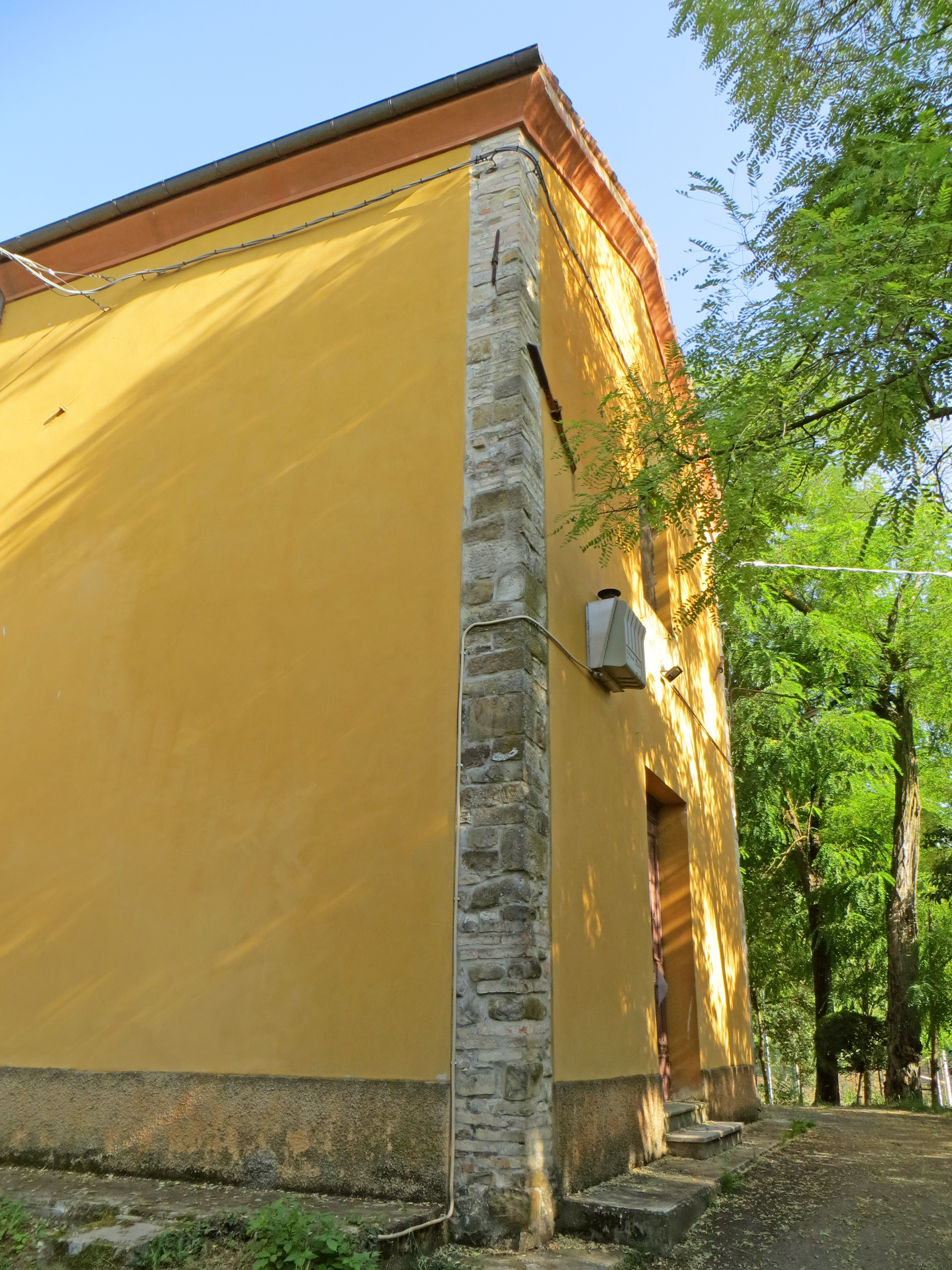
Chiesa dell'Assunzione di Maria Vergine a Vignale

Edificata originariamente tra l'XI e il XII secolo ma menzionata per la prima volta nel 1230, la chiesa di Vignale, elevata al rango di parrocchia nel 1564, fu completamente ristrutturata in stile barocco intorno al 1666; risistemata nel tetto nel 1833, fu restaurata nel 1938; al suo interno conserva alcuni dipinti di pregio.

#### Oratorio di San Geminiano a Vignale

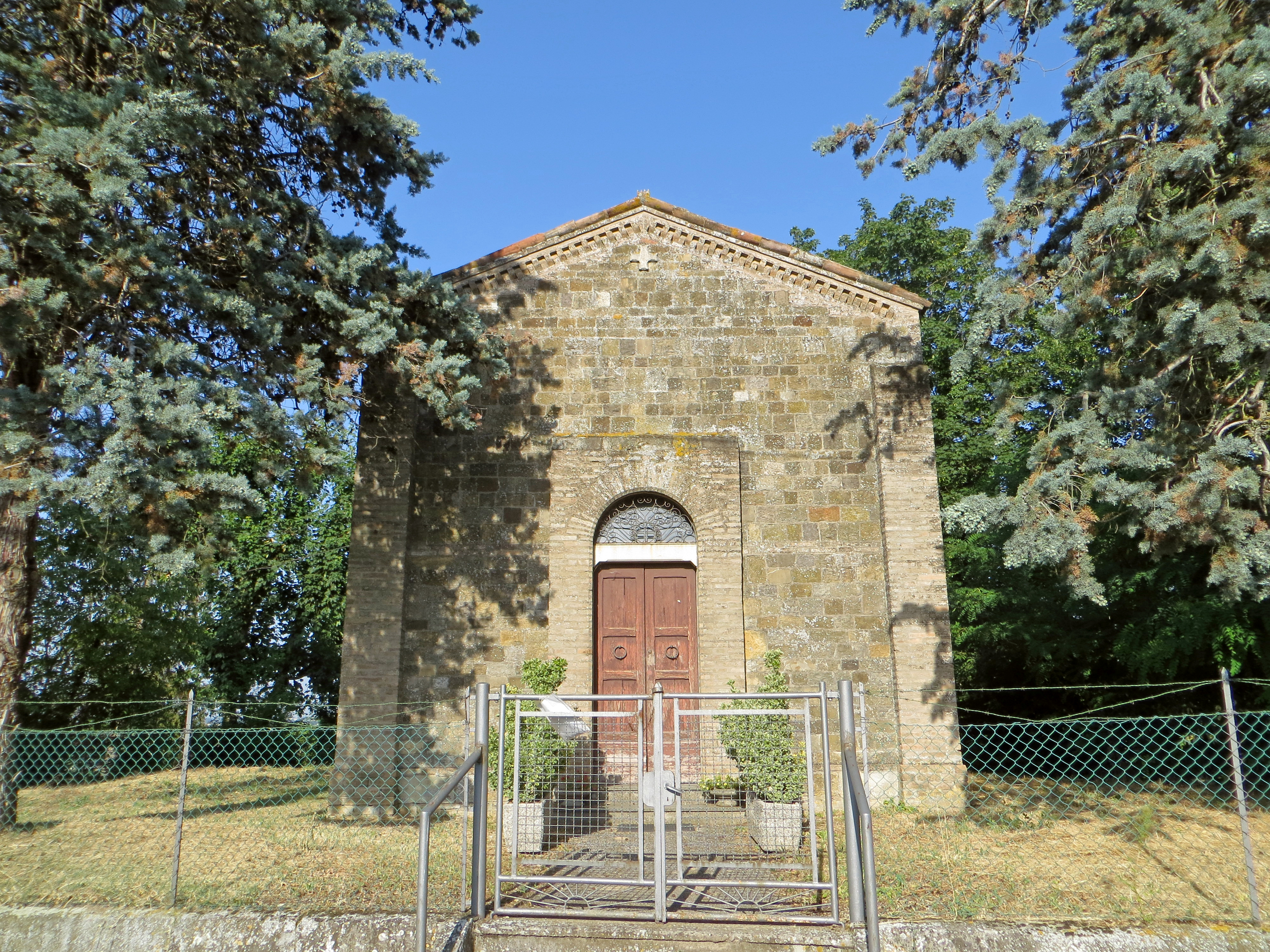
Oratorio di San Geminiano a Vignale

Edificato originariamente forse già tra il X e l'XI secolo ma menzionato per la prima volta nel 1230, l'oratorio di Bottone di Vignale fu unito nel 1520 alla chiesa dell'assunzione di Maria Vergine; restaurato verso la metà del XVII secolo e ristrutturato nel 1714, cadde in profondo degrado a partire dalla metà del XIX secolo, tanto da essere sconsacrato nel 1899 e adibito a deposito comunale; demolito nel 1921, fu completamente ricostruito in stile neoromanico su progetto dell'ingegner Ugo Bianchedi, riutilizzando i materiali dell'edificio originario, e riconsacrato nel 1926.

#### Chiesa di Santo Stefano a Torre

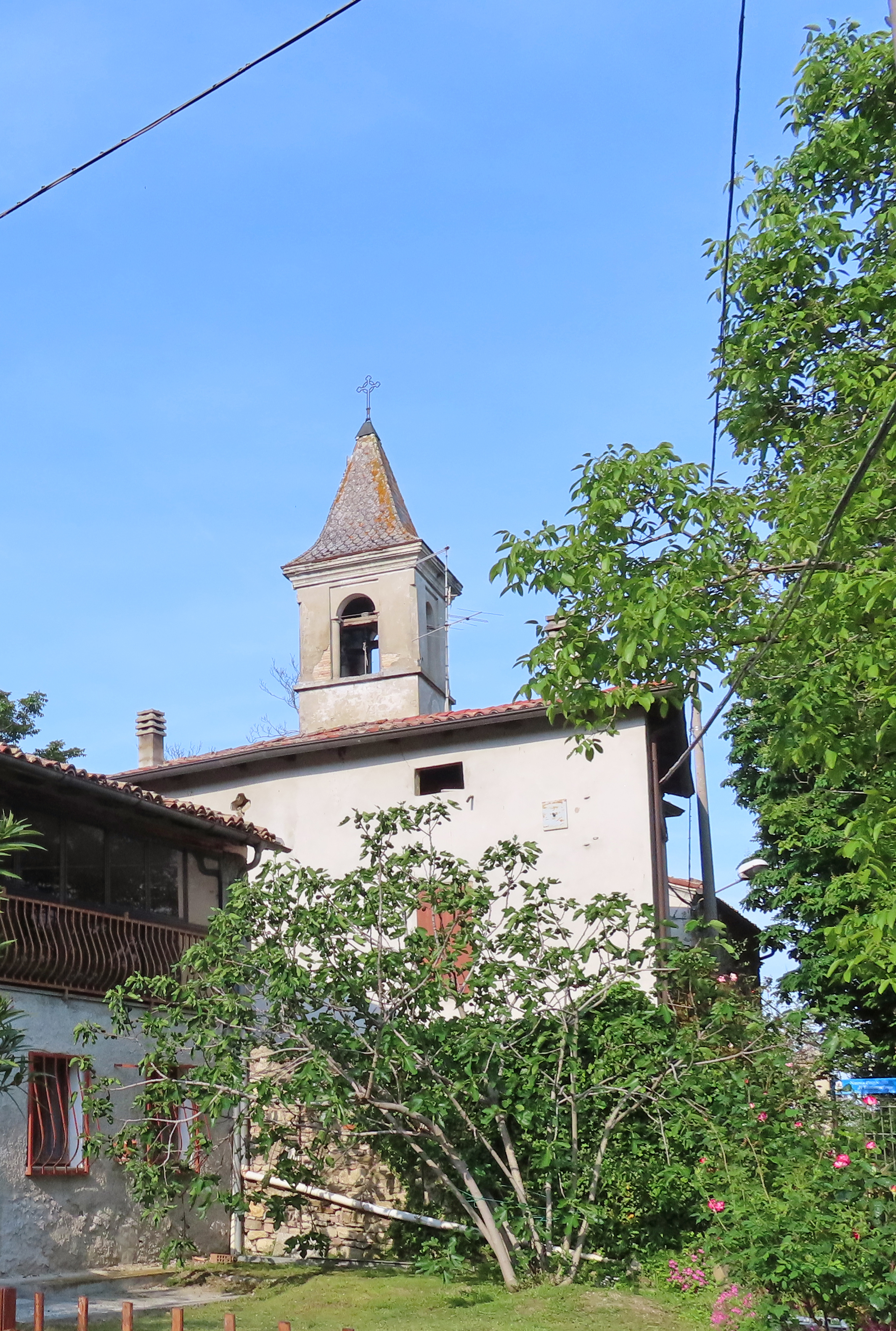
Chiesa di Santo Stefano a Torre

Menzionata forse già nel 1144, la chiesa romanica di Torre fu probabilmente restaurata intorno al 1564 e nuovamente tra il 1705 e il 1706; profondamente modificata nel 1888, nel 1993 fu arricchita sul prospetto sud con un dipinto murale a opera di Proferio Grossi; l'edificio conserva al suo interno due dipinti realizzati agli inizi del XVIII secolo da Giovanni Bolla.

#### Chiesa di San Michele Arcangelo a Sivizzano

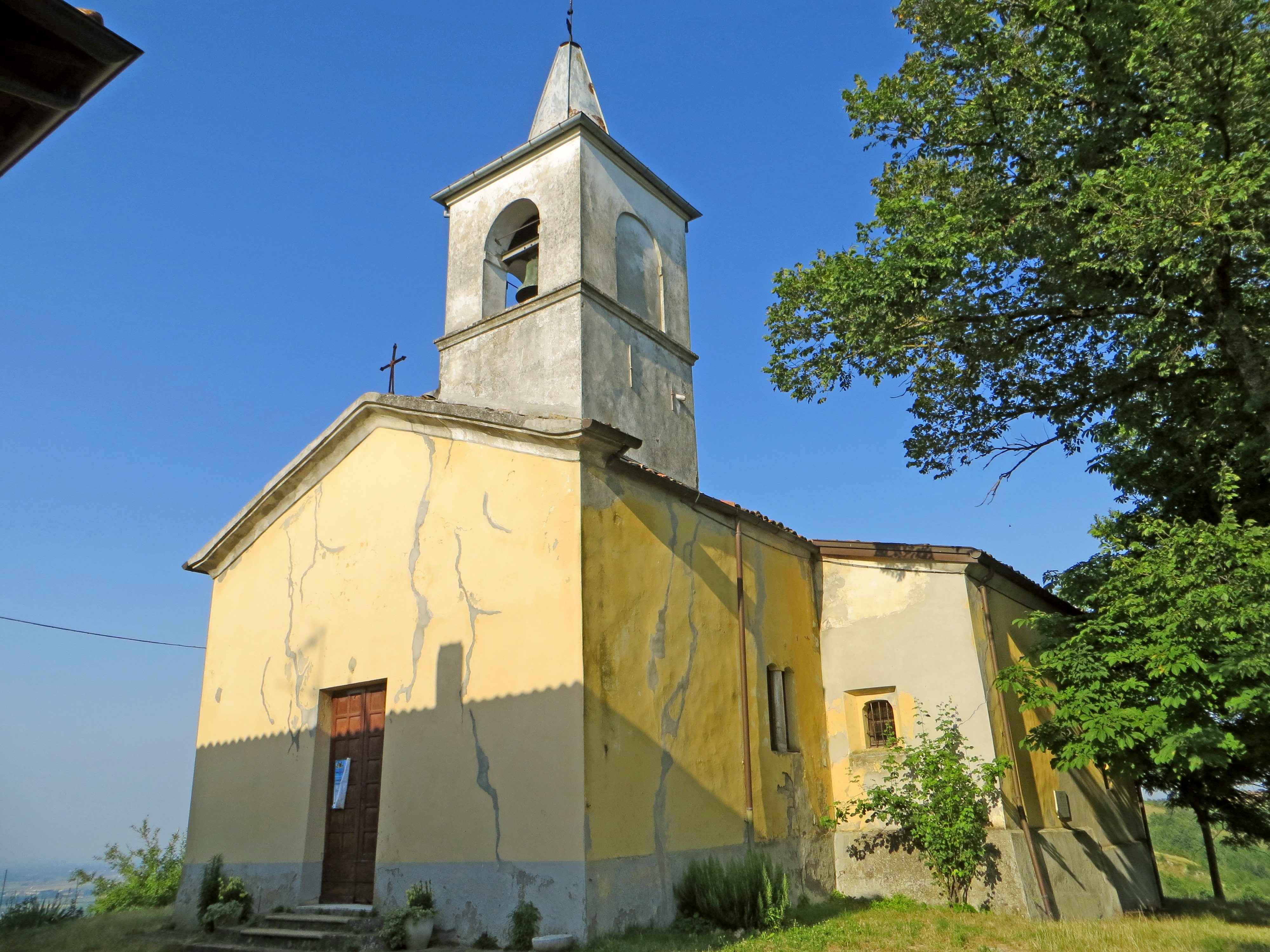
Chiesa di San Michele Arcangelo a Sivizzano

Menzionata per la prima volta nel 1230, la piccola chiesa di Sivizzano, già nel XIV secolo in rovina, fu ricostruita in forme rinascimentali verso il 1520; ristrutturata internamente in stile barocco tra la fine del XVII e gli inizi del XVIII secolo, fu consolidata strutturalmente nel 1984 in quanto danneggiata dal terremoto dell'anno precedente; al suo interno conserva alcune opere d'arte seicentesche e settecentesche.

### Architetture militari

#### Castello di Guardasone

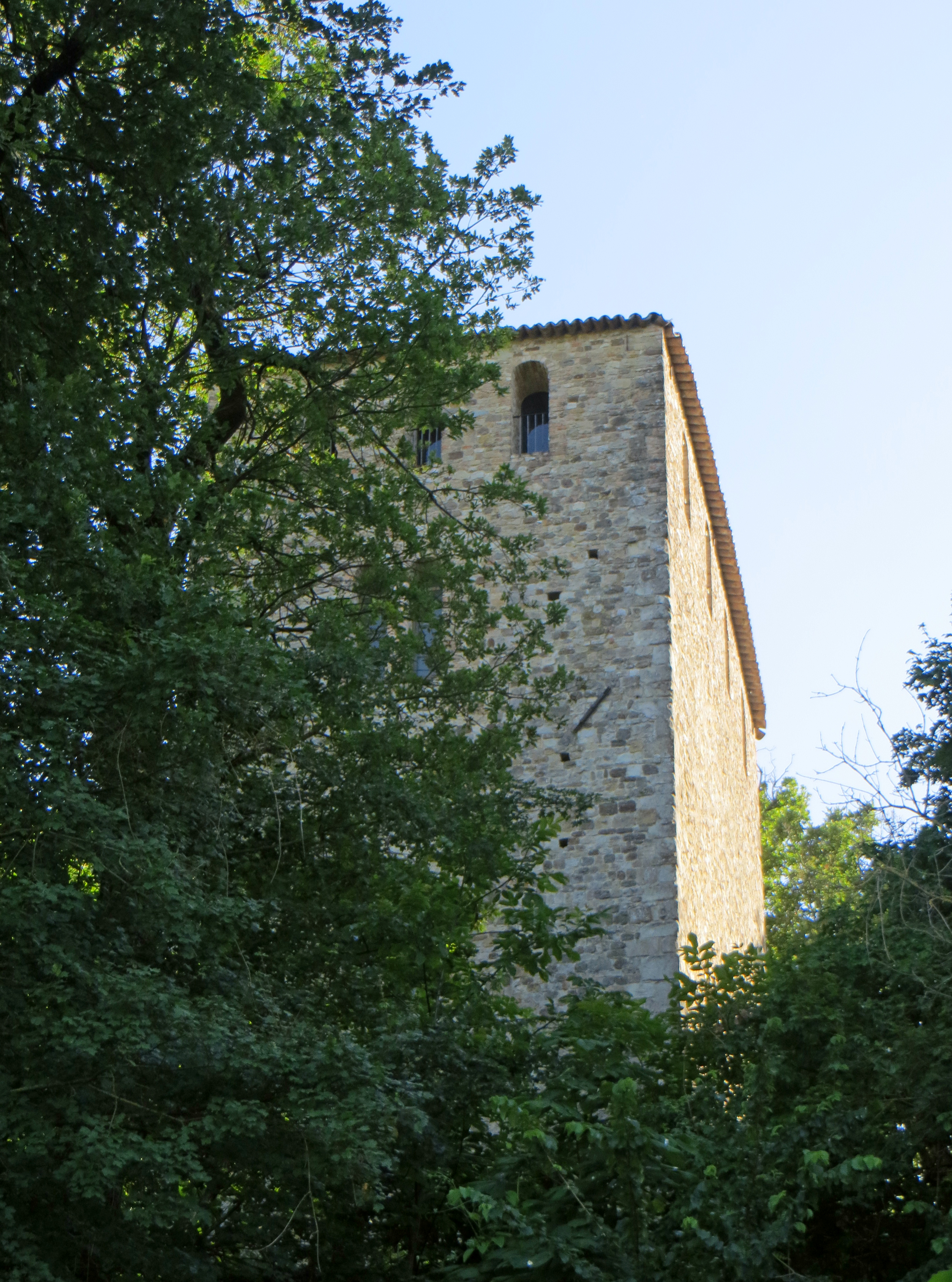
Mastio del castello di Guardasone

Menzionato per la prima volta nel 1165, il castello di Guardasone, appartenente ai Baratti, fu distrutto nel 1296 durante le lotte tra guelfi e ghibellini; ricostruito agli inizi del XIV secolo da Giberto III da Correggio, fu rinforzato dal figlio Azzo, che nel 1341 vi ospitò il poeta Francesco Petrarca; incamerato nel 1402 da Gian Galeazzo Visconti, fu assegnato a Ottobuono de' Terzi; conquistato nel 1409 da Uguccione dei Contrari, tornò nel 1421 al duca di Milano Filippo Maria Visconti, che nel 1431 ne investì Niccolò de' Terzi, il Guerriero; espugnato nel 1449 da Alessandro Sforza, fu assegnato nel 1466 a Giovanni e Vitaliano II Borromeo; occupato nel 1551 dai Francesi alleati del duca Ottavio Farnese, fu assaltato da Ercole II d'Este nel 1558 e riconquistato dal duca di Parma dopo un devastante bombardamento, che risparmiò dalla distruzione soltanto il mastio e parte delle mura; acquistato agli inizi del XIX secolo dalla famiglia Medici, fu alienato dopo alcuni decenni all'entomologo Camillo Rondani, che lo trasmise ai suoi eredi; restaurato entro il 1903, fu notevolmente ampliato agli inizi del XX secolo con la costruzione di una grande ala a L.

#### Guardiola di Guardasone

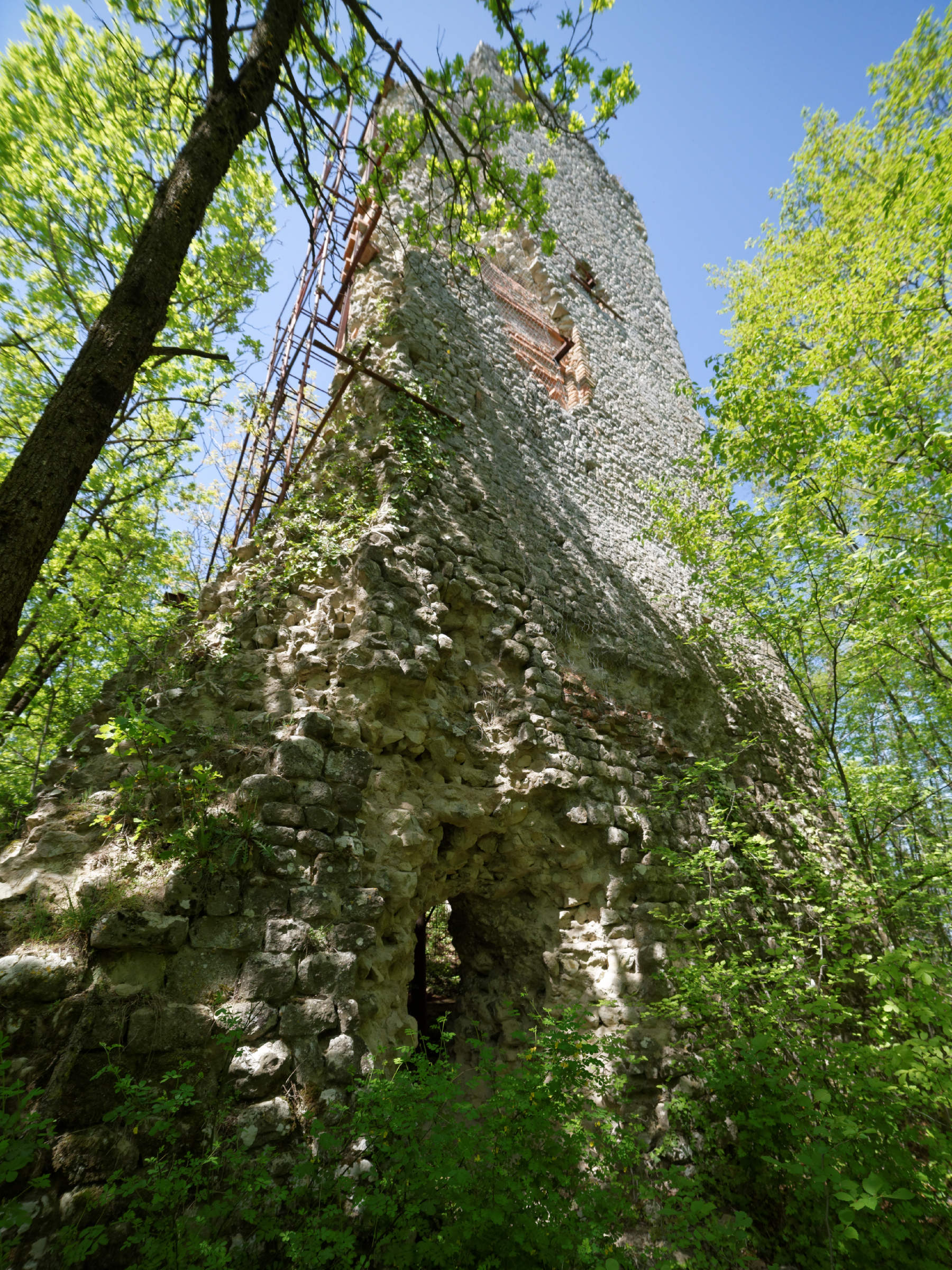
Guardiola di Guardasone

Edificata nel 1341 per volere di Azzo da Correggio quale torre di avvistamento del vicino castello di Guardasone, la Guardiola seguì le vicende del maniero da cui dipendeva; quasi completamente distrutta durante i bombardamenti del 1558, ne sopravvivono soltanto i resti delle mura esterne che emergono dal bosco sulla cima del monte Lugolo.

#### Castello di Castione de' Baratti
Edificato nel XIII secolo per volere dei Baratti a presidio della val Termina, il castello di Castione de' Baratti, collocato nella località di Trinzola, fu acquisito nel 1417 da Uguccione dei Contrari; incamerato nel 1421 dal duca di Milano Filippo Maria Visconti, fu assegnato con Guardasone nel 1431 al condottiero Niccolò de' Terzi, il Guerriero e riconquistato nel 1449 dagli Sforza; attribuito nel 1466 ai Borromeo, fu completamente demolito nella seconda metà del XVII secolo per volere dei duchi di Parma Farnese.

### Architetture civili

#### Palazzo comunale

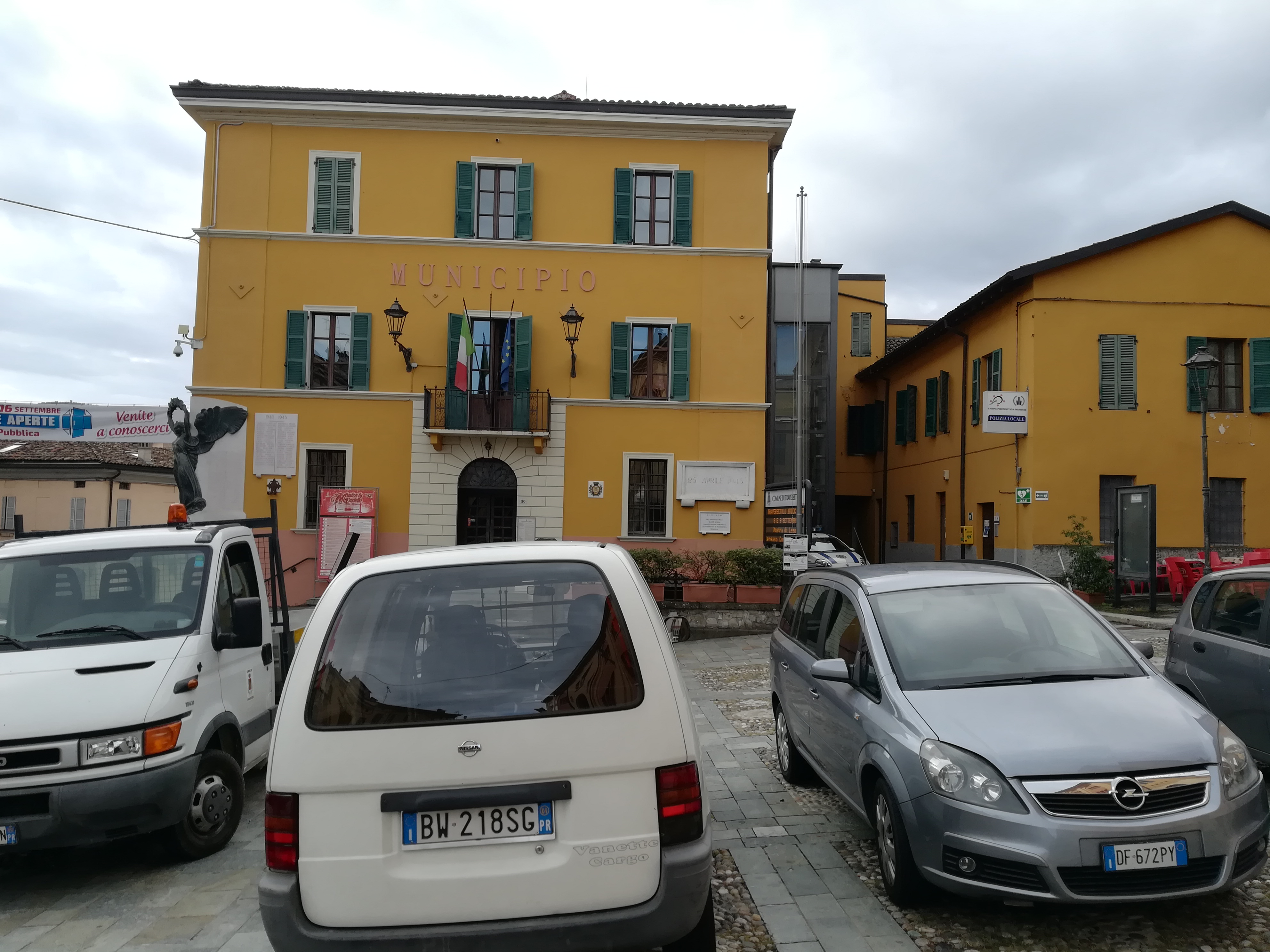
Palazzo comunale

Costruito originariamente nella seconda metà del XV secolo, il palazzo fu adibito a carcere durante il dominio feudale da parte dei conti Borromeo, che lo alienarono nel 1847 al curatore dei beni della famiglia Cesare Pazzoni; quasi completamente ricostruito entro il 1860, divenne sede della pretura dopo l'Unità d'Italia; acquistato nel 1881 dopo una lunga trattativa da parte del Comune di Traversetolo, fu ristrutturato nel 1885 e adibito a sede municipale; nel 1923 l'edificio fu arricchito nello spigolo della facciata con la grande statua della Vittoria angolare, realizzata da Renato Brozzi per onorare i soldati caduti durante la prima guerra mondiale- L'edificio conserva alcune opere di pregio, tra cui tre dipinti raffiguranti il Giuramento di pontida, la Morte a cavallo e i Cani che divorano un cadavere, eseguiti da Daniele de Strobel, vari arredi settecenteschi e ottocenteschi e un orologio in legno.

#### Centro civico La Corte

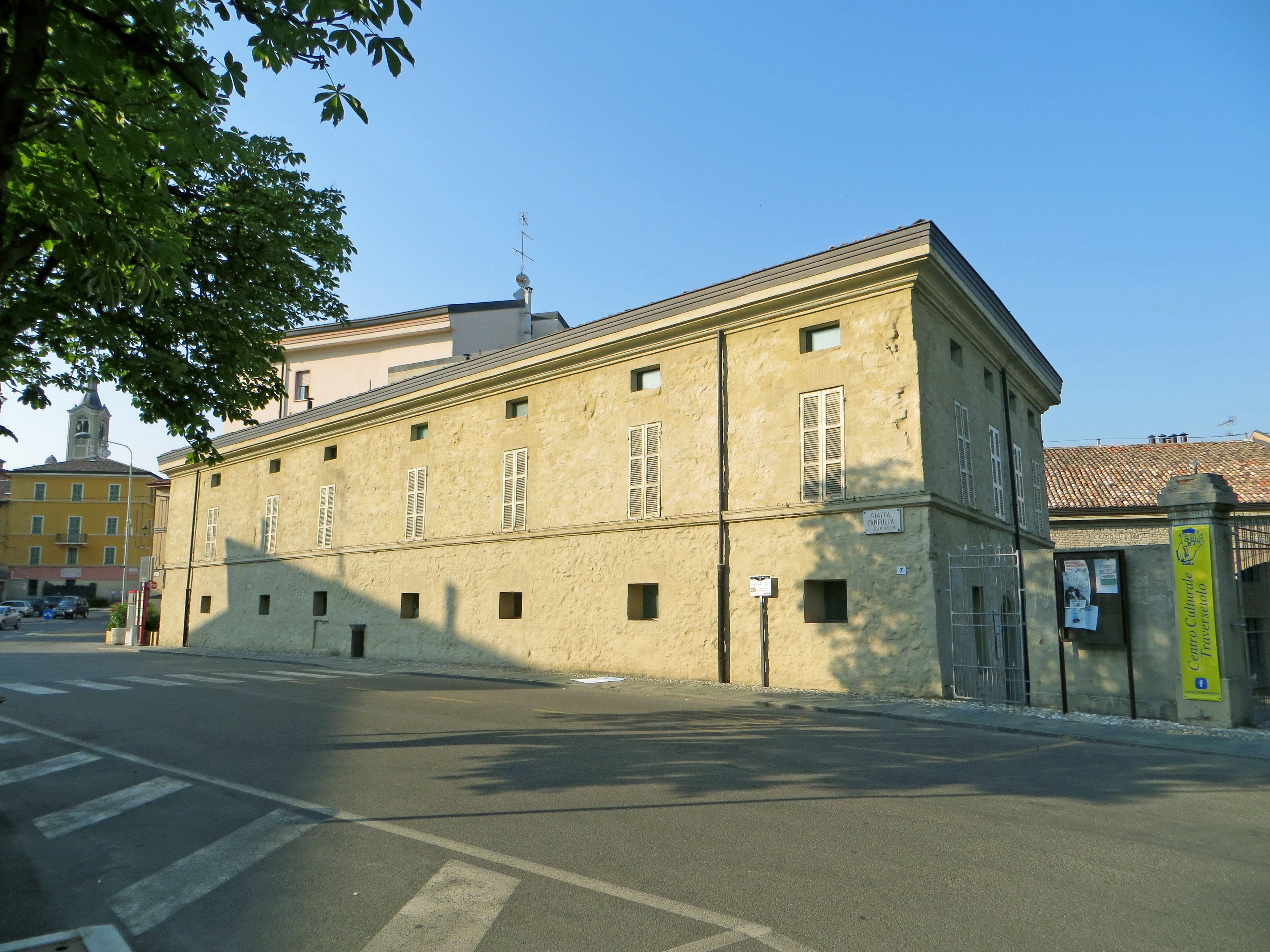
Centro civico "La Corte"

Edificata originariamente nel XVII secolo da don Capponi, la corte rurale fu profondamente modificata intorno al 1800 dal nuovo proprietario Giulio Cesare Tassoni Villa, con la costruzione del palazzo padronale neoclassico e degli edifici rustici; acquistata e ampliata nel 1836 dai fratelli Giuseppe e Vincenzo Mazza, fu nuovamente ristrutturata intorno al 1853 e ancora tra la fine del XIX secolo e gli inizi del XX per iniziativa dei loro successori Mazza-Pavesi e Pavesi-Paoletti; ereditata da Annamaria Ponzi in Negro, fu alienata nel 1992 a Bruno Agresti, che nel 1999 la rivendette al Comune di Traversetolo; interamente ristrutturata tra il 2001 e il 2007, divenne sede della biblioteca comunale, della sala espositiva "Sala delle Colonne", della sala consigliare "Proferio Grossi", del museo Renato Brozzi e della ludoteca.

#### Villa La Steccata a Mazzola
Costruita nella prima metà del XIX secolo per volere del conte Giulio Cesare Boselli, la villa neoclassica fu ereditata da Antonio, poi da Raffaele e infine dalle sorelle Laura e Maria Teresa; alienata dopo la prima guerra mondiale ad Aldo Pagani, fu parzialmente modificata nella facciata; trasmessa nel 1963 ai suoi discendenti, pervenne in seguito ad Andrea Allodi, che intorno al 1990 realizzò l'ampio parco, su disegno dell'architetto Alessandro Chiusoli. L'edificio, sviluppato su una pianta a T, si eleva su due livelli principali fuori terra; la simmetrica facciata, preceduta da una larga scalinata, presenta nel mezzo il portale d'ingresso, sormontato da un triplo loggiato in aggetto, con frontone triangolare di coronamento; dal retro aggetta un avancorpo più basso, probabilmente preesistente alla villa ottocentesca. All'interno si accede al salone centrale, interamente ornato sulle pareti e sulla volta a padiglione con affreschi neoclassici, attribuiti a Pietro Piazza; analoghe decorazioni sono presenti nelle sale di rappresentanza laterali. Intorno si sviluppa l'ampio parco, riccamente piantumato con alberi d'alto fusto e solcato da vialetti; nella zona a sud si trovano due laghetti.

#### Villa Magnani a Mamiano

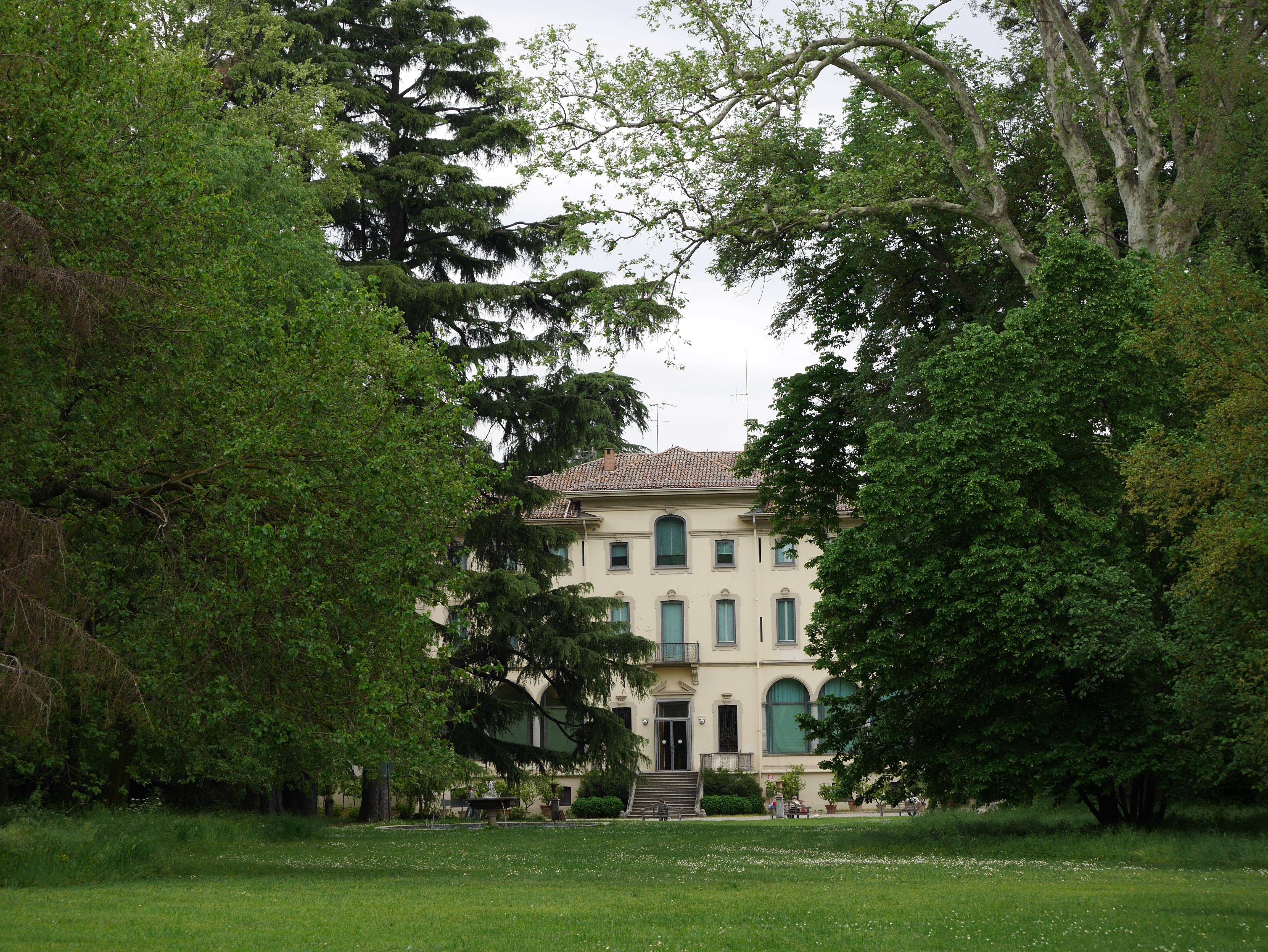
Villa Magnani a Mamiano

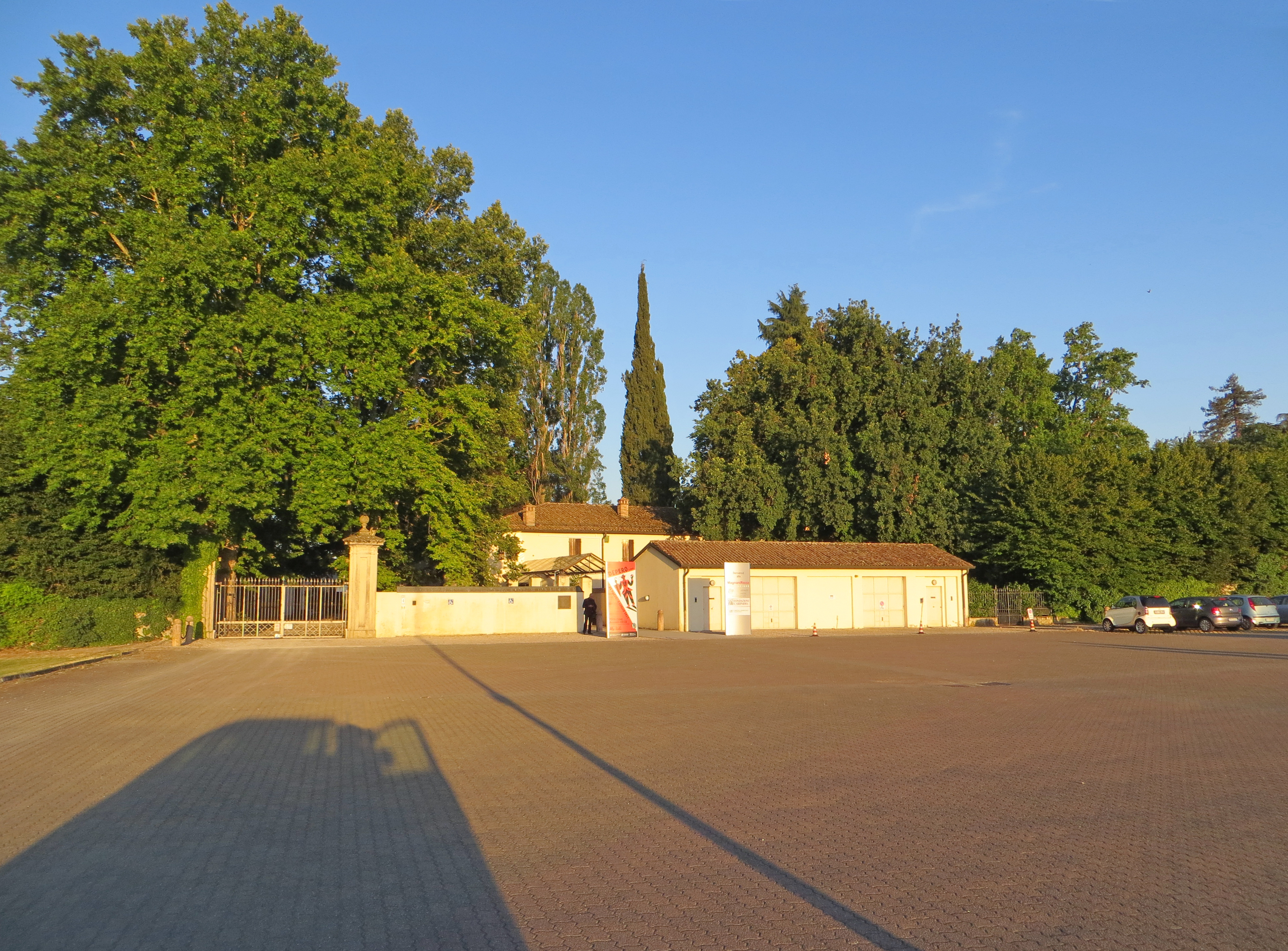
Ingresso al parco di Villa Magnani

Edificata in origine nel XVII secolo probabilmente quale casino di caccia dei conti Sforza di Santafiora, la villa con annessa tenuta fu acquistata agli inizi del XIX secolo dai marchesi Paolucci, che la trasformarono in elegante residenza nobiliare di villeggiatura, circondata da un grande parco romantico; alienata ai conti Zileri-Dal Verme nel 1879, fu completamente ristrutturata in stile neobarocco nel 1904, su progetto dell'architetto Antonio Citterio; nel 1941 la proprietà fu acquisita dall'imprenditore agricolo Giuseppe Magnani, il cui figlio Luigi nel 1967 fece ampliare l'edificio padronale e le serre per ospitarvi l'importante collezione di opere d'arte che stava creando e nel 1977 costituì giuridicamente la Fondazione Magnani-Rocca; dopo la morte del collezionista, furono avviati i lavori di sistemazione della tenuta e della villa, che divenne nel 1990 sede della Fondazione. Il parco di 12 ettari del complesso, interamente cintato, presenta le caratteristiche tipiche dei giardini all'inglese dei primi anni del XIX secolo; ricchissimo di piante monumentali sparse qua e là isolatamente o in gruppi, ospita inoltre un laghetto con isolotto e un giardino all'italiana. A sud della tenuta si staglia sulle prime colline un piccolo castello neogotico, ricavato alla fine del XIX secolo dalla trasformazione di un edificio colonico, quale fondale prospettico della villa.

### Aree naturali

#### Oasi di Cronovilla
Realizzata nel 1999 su un'area di circa 33 ettari a ridosso del torrente Enza precedentemente occupata da una cava, negli anni seguenti l'oasi naturalistica di Cronovilla, località nei pressi di Vignale, rivelò presto la sua grande potenzialità naturalistica; ampliata nel 2007 per volere del Comune di Traversetolo fino a raggiungere l'estensione di circa 60 ettari, fu inserita nel 2012 nella Rete Natura 2000 in qualità di zona di protezione speciale e sito di interesse comunitario e affidata nel 2016 in gestione al WWF di Parma; attrezzata con 22 osservatori in legno, è caratterizzata dall'alternanza di folti boschi, prati e laghi, collegati attraverso 2 km di sentieri ghiaiati; l'area è popolata da una folta fauna, costituita prevalentemente da numerose specie di uccelli in parte migratori.

## Società

### Evoluzione demografica
Abitanti censiti

### Etnie e minoranze straniere
Al 31 dicembre 2023 erano presenti 1.259 stranieri, pari all'11,87% dei residenti.

## Cultura

### Scuole
A Traversetolo hanno sede un istituto comprensivo, contenente le scuole per l'infanzia, primaria e secondaria, e un istituto tecnico economico.

### Musei

#### Fondazione Magnani-Rocca

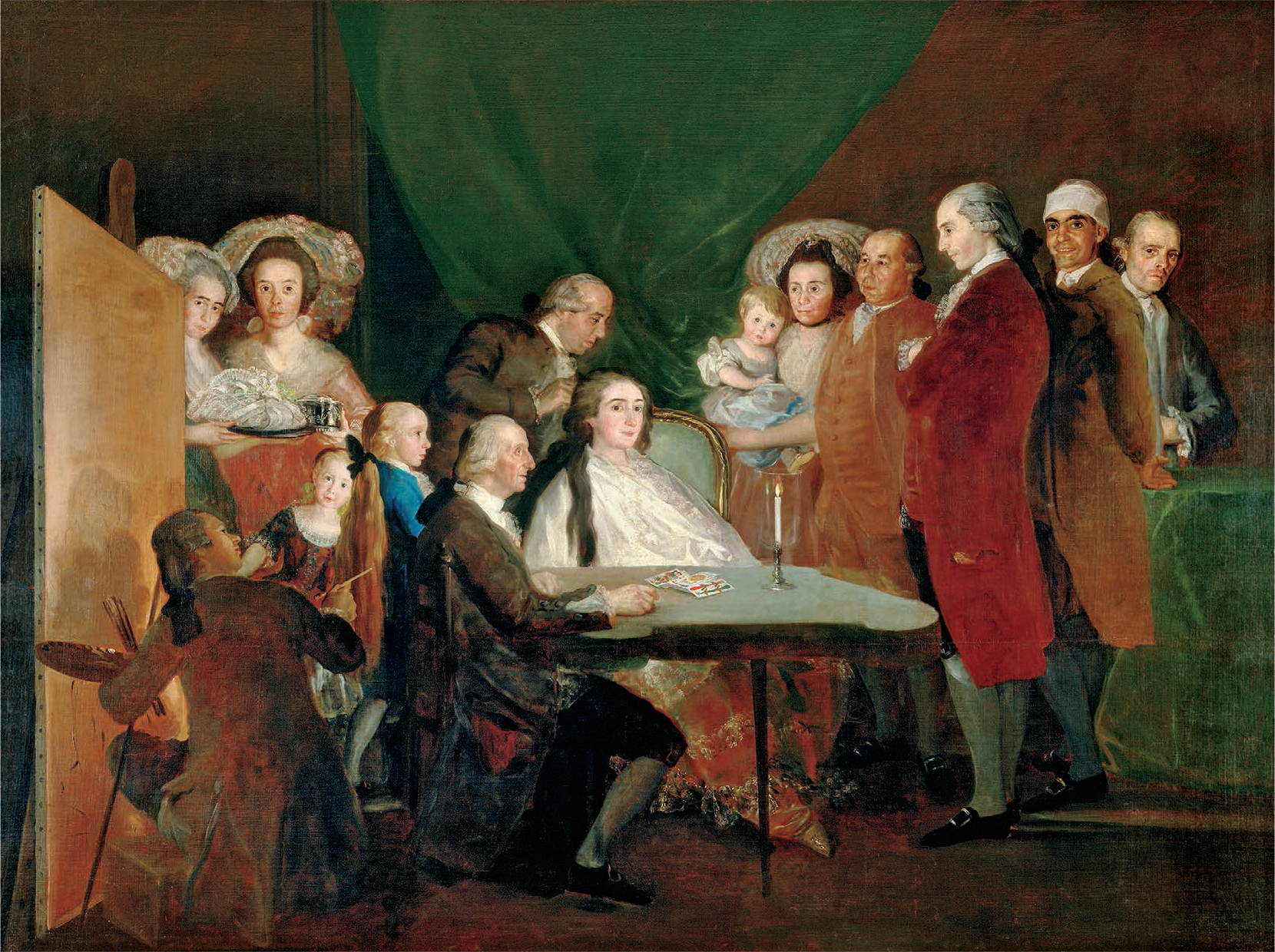
Francisco Goya, Famiglia dell'infante don Luis, 1783-1784, Fondazione Magnani-Rocca

La fondazione, istituita per volontà del collezionista Luigi Magnani nella villa di Mamiano, raccoglie opere di inestimabile valore, di artisti quali Gentile da Fabriano, Albrecht Dürer, Vittore Carpaccio, Tiziano, Rubens, Van Dyck, Francisco Goya, Claude Monet, Auguste Renoir, Paul Cézanne, Giorgio Morandi (50 opere), Giorgio De Chirico, Filippo de Pisis, Gino Severini, Alberto Burri, Johann Heinrich Füssli, Nicolas de Staël, Lippo di Dalmasio, Filippo Lippi, Domenico Ghirlandaio, Lorenzo Costa, Martin Schongauer, oltre a sculture di Antonio Canova e di Lorenzo Bartolini.

#### Museo Renato Brozzi

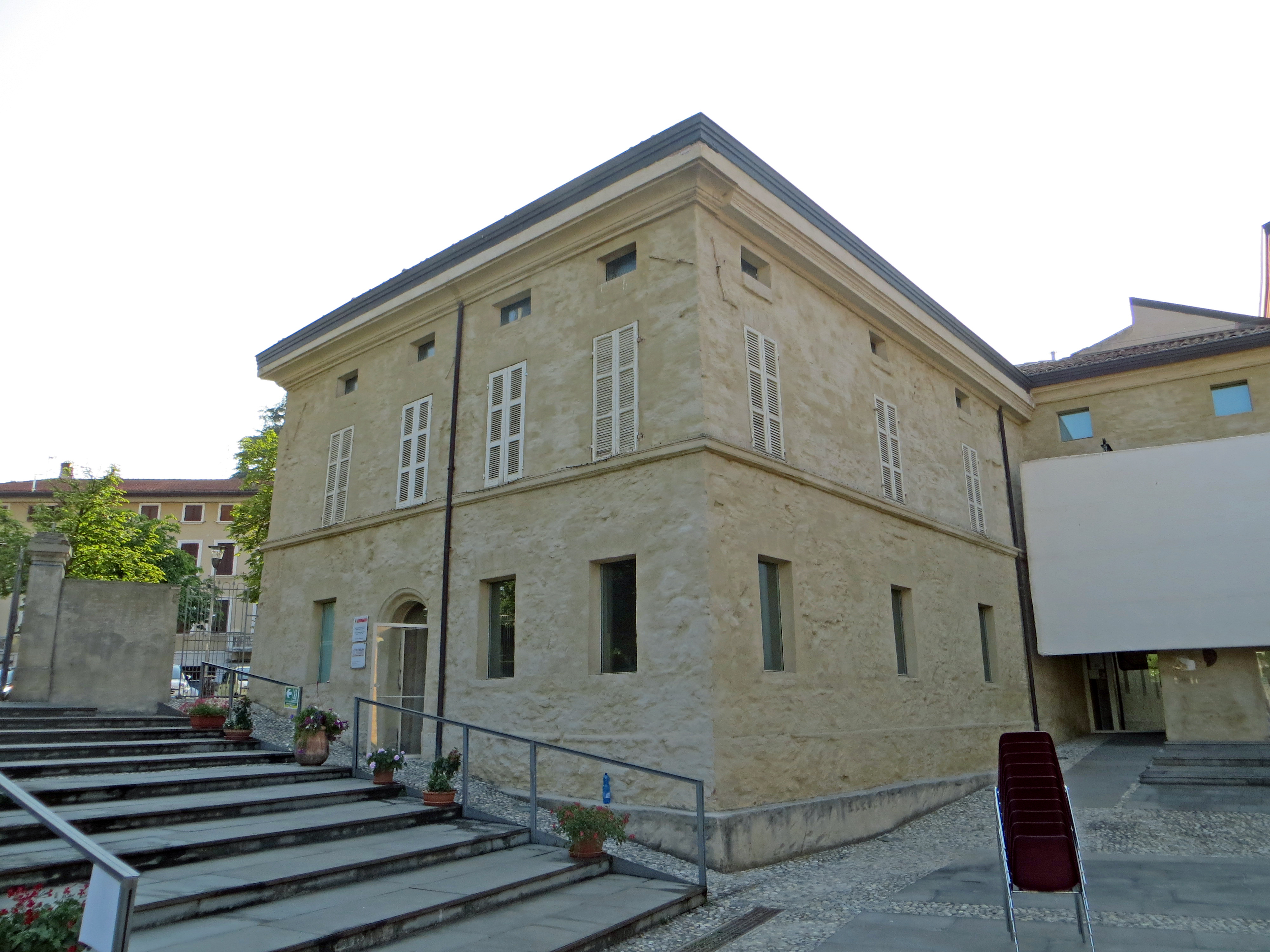
Centro civico "La Corte"

Aperto al pubblico nel 1990 negli ambienti posti all'ultimo piano del palazzo municipale, il museo fu spostato nel 2007 all'interno dell'edificio padronale del centro civico "La Corte"; il percorso espositivo raccoglie numerose opere scultoree, pittoriche e grafiche realizzate da Renato Brozzi in quasi 60 anni di produzione artistica, oltre alla ricca corrispondenza epistolare tra lo scultore e il poeta Gabriele D'Annunzio.

### Eventi

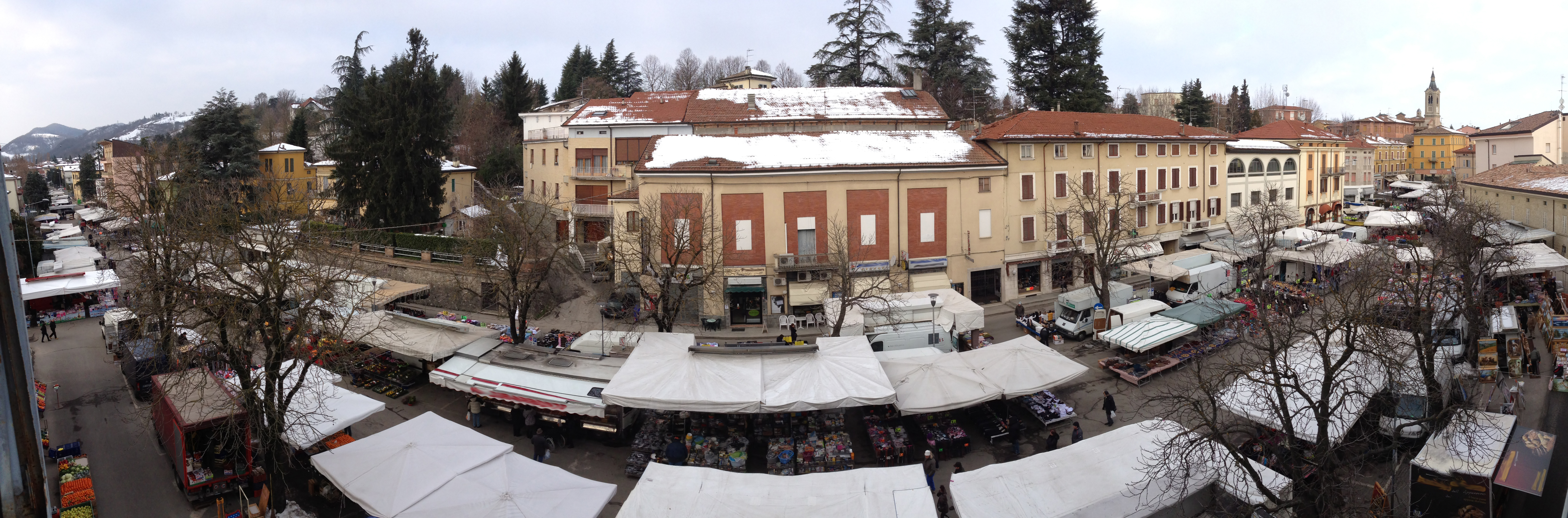
Il mercato in piazza Fanfulla

Lo storico mercato settimanale, considerato il più grande dell'Emilia-Romagna, si svolge ogni domenica mattina in piazza Fanfulla.
In aggiunta, a cadenza annuale, occupano l'intero centro del paese tre mercati speciali:
- la "Fiera di Primavera", l'ultima domenica di maggio;
- la "Sagra di Settembre", la seconda domenica di settembre;
- la "Fiera di San Martino", la domenica più prossima all'11 novembre, festa patronale di san Martino di Tours.[45]

Il primo sabato di ogni mese si svolge infine in via Cantini e piazza Garibaldi il Trovatutto, mercato dedicato agli oggetti di modernariato e antiquariato.

## Geografia antropica
Il territorio comunale comprende otto frazioni, per la maggior parte in zona collinare: Bannone, Castione de' Baratti, Cazzola, Guardasone, Mamiano, Sivizzano, Torre e Vignale.

## Economia
Per quanto riguarda il settore primario, nelle zone pianeggianti del territorio comunale prevalgono le coltivazioni a cereali, frumento, foraggi e ortaggi, mentre nelle colline sono estesi i vigneti. Sono numerosi inoltre gli allevamenti di bovini, suini e avicoli.
Per quanto riguarda il settore secondario, si concentrano tra il capoluogo e le frazioni le industrie, prevalentemente dedicate ai comparti alimentare, edile, meccanico, metallurgico e tessile.
Per quanto riguarda infine il settore terziario, hanno sede nel capoluogo tutti i principali servizi bancari e informatici, varie attività commerciali e ricettive e alcuni studi professionali.

## Infrastrutture e trasporti

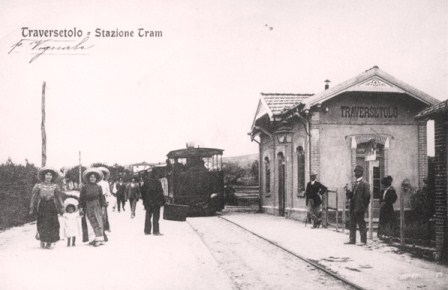
La stazione tranviaria nei primi anni del XX secolo

Traversetolo è attraversata da est a ovest dalla strada provinciale 32 Pedemontana e da nord a sud dalla strada provinciale 513 di Val d'Enza.
Fra il 1894 e il 1940 la località rappresentò il capolinea meridionale della tranvia Parma-Traversetolo, esercita a vapore, che favorì la crescita economica del Comune. In seguito il collegamento pubblico con la città iniziò a essere svolto mediante autoservizi gestiti da TEP.

## Amministrazione
Di seguito è presentata una tabella relativa alle amministrazioni che si sono succedute in questo comune.
| Periodo           | Periodo          | Primo cittadino          | Partito                                                  | Carica      | Note    |
| ----------------- | ---------------- | ------------------------ | -------------------------------------------------------- | ----------- | ------- |
| 11 agosto 1914    | 25 ottobre 1920  | Giorgio Zileri Dal Verme |                                                          | Sindaco     | [ 106 ] |
| 26 ottobre 1920   | 12 giugno 1923   | Arnaldo Finzi            |                                                          | Sindaco     | [ 106 ] |
| 13 giugno 1923    | 11 novembre 1923 | Arnaldo Finzi            |                                                          | Comm. Pref. | [ 106 ] |
| 12 novembre 1923  | 2 febbraio 1925  | Arturo Gabbi             |                                                          | Comm. Pref. | [ 106 ] |
| 3 febbraio 1925   | 11 aprile 1926   | Arnaldo Finzi            |                                                          | Sindaco     | [ 106 ] |
| 12 aprile 1926    | 18 aprile 1927   | Gian Giuseppe Benassi    |                                                          | Sindaco     | [ 106 ] |
| 19 aprile 1927    | 31 dicembre 1933 | Gian Giuseppe Benassi    |                                                          | Podestà     | [ 106 ] |
| 1 gennaio 1934    | 30 agosto 1934   | Gino Pagani              |                                                          | Comm. Pref. | [ 106 ] |
| 31 agosto 1934    | 8 giugno 1943    | Gino Pagani              |                                                          | Podestà     | [ 106 ] |
| 9 giugno 1943     | 17 aprile 1945   | Adolfo Tosi              |                                                          | Comm. Pref. | [ 106 ] |
| 18 aprile 1945    | 13 gennaio 1950  | Giacomo Brizzi           |                                                          | Sindaco     | [ 106 ] |
| 14 gennaio 1950   | 10 giugno 1951   | Mario Delia              | Partito Socialista Italiano                              | Sindaco     | [ 106 ] |
| 11 giugno 1951    | 27 maggio 1956   | Giuseppe Mazza           | Democrazia Cristiana                                     | Sindaco     | [ 106 ] |
| 28 maggio 1956    | 6 novembre 1960  | Francesco Rozzi          | Democrazia Cristiana                                     | Sindaco     | [ 106 ] |
| 7 novembre 1960   | 22 novembre 1964 | Adolfo Tosi              | Democrazia Cristiana                                     | Sindaco     | [ 106 ] |
| 23 novembre 1964  | 1 giugno 1967    | Francesco Rozzi          | Democrazia Cristiana                                     | Sindaco     | [ 106 ] |
| 12 giugno 1967    | 31 agosto 1971   | Adolfo Tosi              | Democrazia Cristiana                                     | Sindaco     | [ 106 ] |
| 1 settembre 1971  | 6 giugno 1973    | Renzo Torelli            |                                                          | Comm. Pref. | [ 106 ] |
| 7 giugno 1973     | 5 dicembre 1982  | Bruno Agresti            | Partito Socialista Democratico Italiano                  | Sindaco     | [ 106 ] |
| 6 dicembre 1982   | 29 maggio 1988   | Bice Borghesi            | Partito Socialista Italiano                              | Sindaco     | [ 106 ] |
| 14 settembre 1988 | 14 giugno 1993   | Clemente Pedrona         | Democrazia Cristiana                                     | Sindaco     | [ 107 ] |
| 14 giugno 1993    | 28 aprile 1997   | Ginetto Mari             | Partito Democratico della Sinistra                       | Sindaco     | [ 107 ] |
| 28 aprile 1997    | 14 maggio 2001   | Ginetto Mari             | centro-sinistra (DS)                                     | Sindaco     | [ 107 ] |
| 14 maggio 2001    | 30 maggio 2006   | Alberto Pazzoni          | centro-sinistra (DS)                                     | Sindaco     | [ 107 ] |
| 30 maggio 2006    | 16 maggio 2011   | Alberto Pazzoni          | centro-sinistra (DS, poi PD)                             | Sindaco     | [ 107 ] |
| 16 maggio 2011    | 6 giugno 2016    | Ginetto Mari             | lista civica: "Uniti per Traversetolo", sostenuta dal PD | Sindaco     | [ 107 ] |
| 6 giugno 2016     | 14 ottobre 2021  | Simone Dall'Orto         | lista di centro-destra: FI, FdI-AN, LN e civica          | Sindaco     | [ 107 ] |
| 14 ottobre 2021   | in carica        | Simone Dall'Orto         | lista di centro-destra: FI, FdI, LSP e civica            | Sindaco     | [ 107 ] |

### Gemellaggi
- Oraison[108]
- Majano[108]